# São Carlos (São Paulo)
São Carlos (pronúncia em português: [sɐ̃w̃ ˈcarlus]) é um município brasileiro localizado no interior do estado de São Paulo, na região Centro-Leste, e a uma distância rodoviária de 231 quilômetros da capital paulista. Sua população estimada pelo IBGE para 1.º de julho de 2022 era de 254.857 habitantes, distribuídos em uma área total de 1 136,907 km², correspondente a uma densidade populacional de 224.17 habitantes/km² . A cidade é formada pela sede e pelos distritos de Água Vermelha, Bela Vista São-carlense, Santa Eudóxia e Vila Nery.
Em números populacionais é o 32.º município mais populoso do estado e o 114.º mais populoso do país. São Carlos é um polo regional, da Região Geográfica Intermediária com 26 municípios e na sua Região Geográfica Imediata com 9 municípios ao seu entorno. O estudo mais recente do IBGE sobre Regiões de Influência das Cidades - REGIC (2018), classificou a cidade como Capital Regional C, no Arranjo Populacional de Araraquara e relacionando-a diretamente ao Arranjo Populacional de Ribeirão Preto e de Campinas.
A cidade é um importante centro regional industrial, com a economia fundamentada em atividades industriais, serviços e na agropecuária (neste setor, destaca-se a produção de laranja, leite e frango). Servida por sistemas rodoviário e ferroviário, São Carlos conta com uma unidade comercial da multinacional suíça Leica Geosystems e com unidades de produção de algumas empresas multinacionais, dentre as quais a Volkswagen, Faber-Castell (a subsidiária são-carlense é a maior do grupo em todo o mundo, produzindo 1,5 bilhão de lápis por ano), Electrolux, Tecumseh, Husqvarna, LATAM, Serasa Experian e Grupo Segurador BB-MAPFRE. Algumas unidades de produção de empresas nacionais, dentre as quais Toalhas São Carlos, Tapetes São Carlos, Papel São Carlos, Prominas Brasil, Latina, Engemasa, Apramed, Piccin e XMobots.
No campo de pesquisas, além das universidades, estão presentes no município dois centros de desenvolvimento técnico da Embrapa. Em 2006, São Carlos era a primeira cidade da América do Sul em números de doutores por habitante, de acordo com um levantamento feito pela UFSCar. Ao todo, eram 1,7 mil doutores em um município de 230 mil moradores, o que representava um doutor para cada 135 habitantes. No Brasil, a relação na época era de um doutor para cada 5423 habitantes. Um estudo realizado no início de 2019, concluiu que a cidade contava com mais de 2 530 doutores para uma população aproximada de 250 mil habitantes, ou seja, um doutor para cada 100 moradores, uma média quase dez vezes maior que a nacional. Os dois campi da Universidade de São Paulo (USP), a Universidade Federal de São Carlos (UFSCar), Instituto Federal de São Paulo (IFSP) e a FATEC, além de uma instituição de ensino superior particular, o Centro Universitário Central Paulista (UNICEP), tornam intensa a atividade universitária no município, que conta com uma população flutuante de mais de vinte e nove mil graduandos e pós-graduandos, boa parte atraída de outras cidades e estados.
A cidade possui diversas ruas e avenidas que homenageiam personalidades históricas e nomes importantes para a cidade e o Brasil. Algumas das principais ruas com nomes significativos incluem a Avenida Doutor Carlos Botelho – Homenagem a Carlos Botelho, importante médico e político brasileiro que foi uma figura relevante no desenvolvimento da cidade, e Rua Conde do Pinhal – Em referência ao Conde do Pinhal, Antônio Carlos de Arruda Botelho, um dos maiores produtores de café da região e uma figura central na história de São Carlos.

## História

### Povos indígenas e caboclos

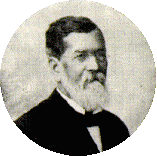
Conde do Pinhal, um dos fundadores de São Carlos.

Originalmente, o território era habitado por indígenas, provavelmente guaianases, os quais foram exterminados ou expulsos e são possivelmente os responsáveis pela introdução de pinhais de araucária na região. Entretanto, existe também a hipótese de a espécie ser de ocorrência natural. O território seria ocupado no século XIX por posseiros, pequenos proprietários de terra, então chamados "caboclos". Dentre estes, talvez o mais ilustre tenha sido um certo Gregório que, por volta de 1831, residia à beira de um riacho que corta a cidade e herdou seu nome, o córrego do Gregório.

### Sesmarias

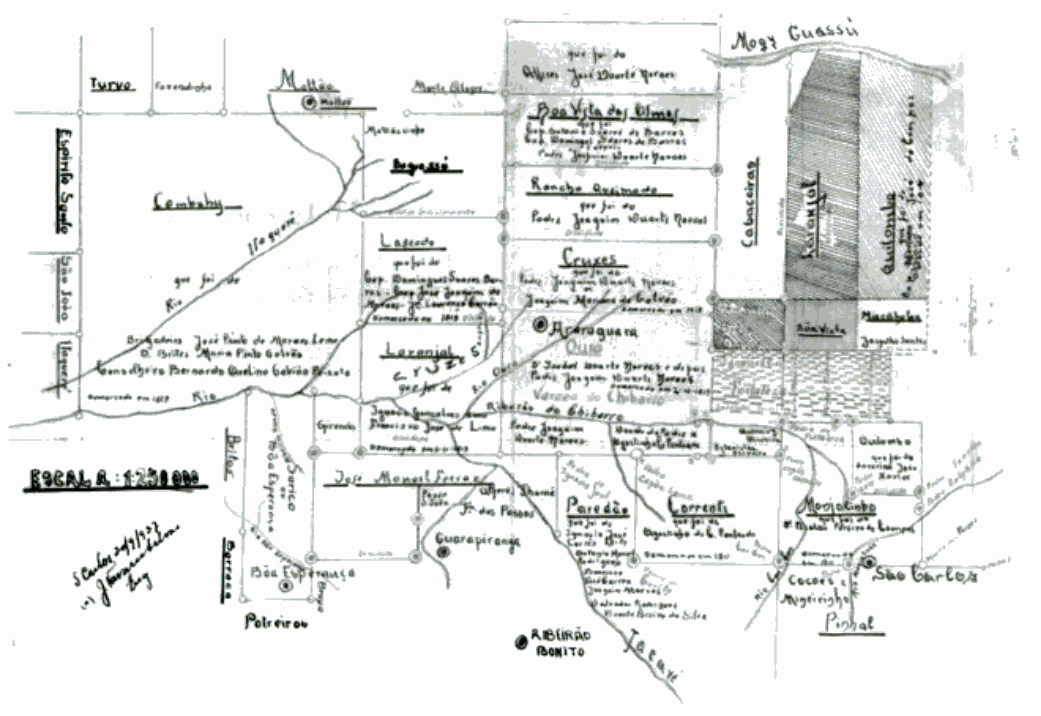
Sesmarias na região de Araraquara e São Carlos (c. 1810).

O atual município engloba terras das antigas sesmarias do Pinhal, do Monjolinho e do Quilombo. A sesmaria do Pinhal, ao sul do município, originou-se de uma doação de terras, em 1781, ao cirurgião-mor do Regimento de Voluntários Reais de São Paulo, o qual as vendeu em 1786 a Carlos Bartholomeu de Arruda. No entanto, a sesmaria só seria demarcada em 1831, a pedido de seu filho, Carlos José Botelho, pai do futuro Conde do Pinhal. Já as sesmarias do Monjolinho, ao noroeste, e do Quilombo, a leste, foram demarcadas em 1810 e 1812, respectivamente, a pedido de sucessores de Miguel Alberto de Vasconcelos e de Manuel Joaquim do Amaral Gurgel.

### Fundação

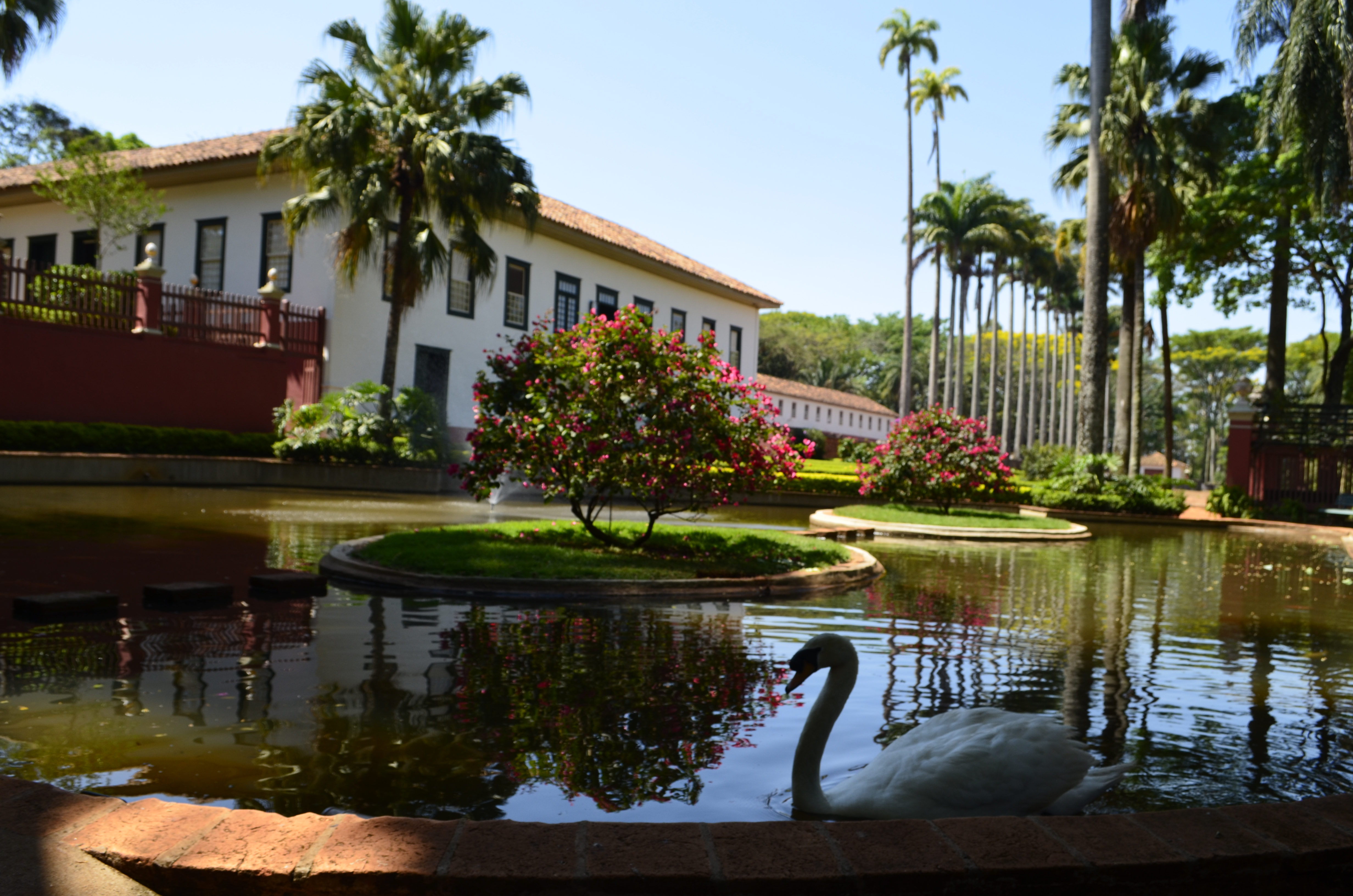
Casa do Pinhal, no sudeste do município.

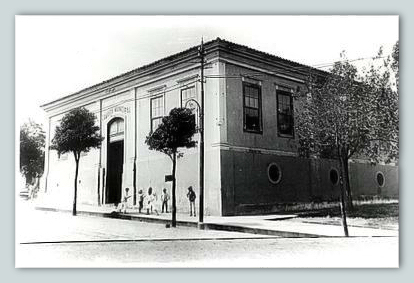
Câmara de São Carlos em 1926.

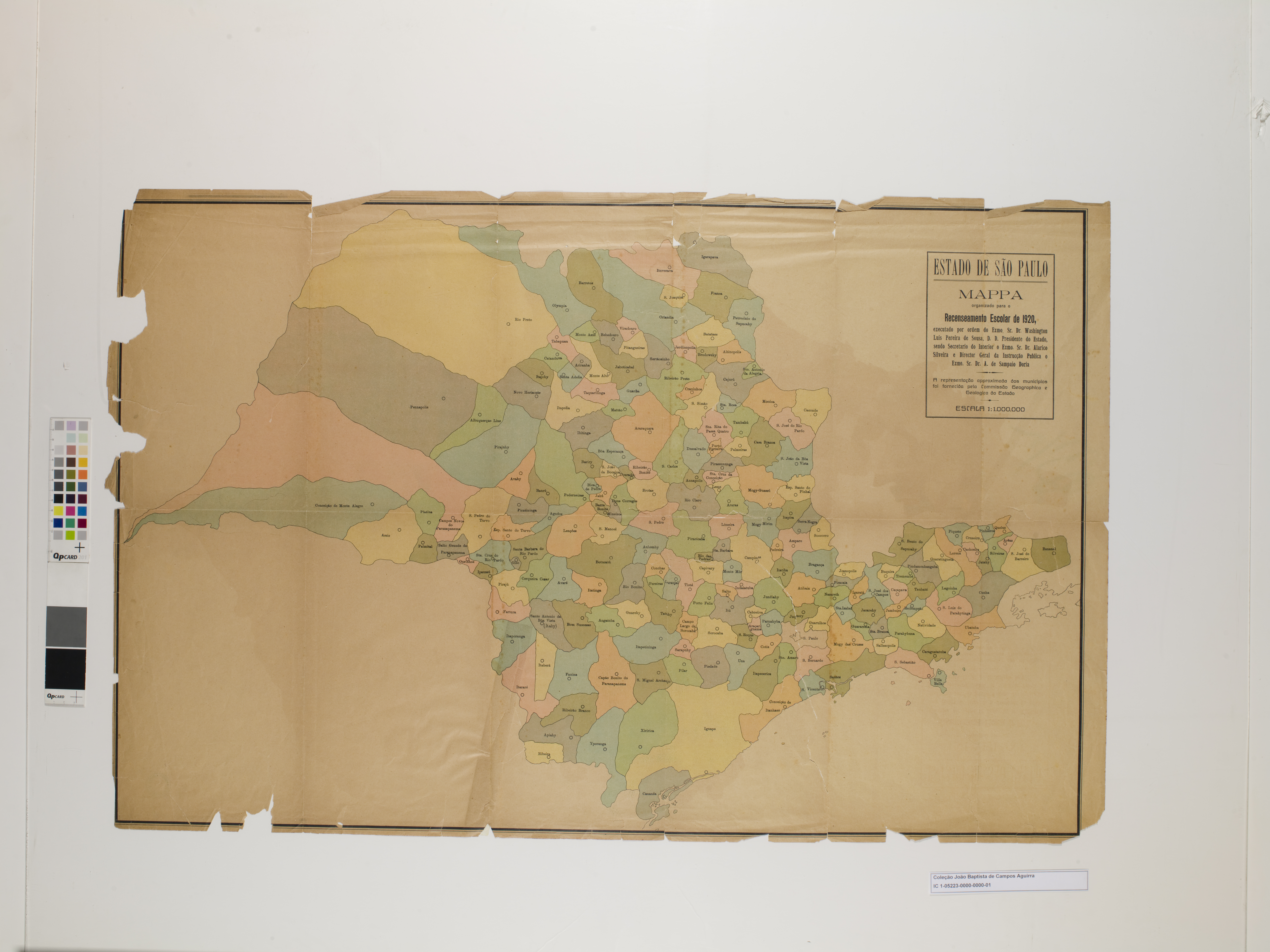
Estado de São Paulo (1920).

Com a ocupação das sesmarias por grandes fazendeiros, que utilizavam mão-de-obra escrava, os antigos posseiros, com poucas condições de legalizar suas terras, foram expulsos ou absorvidos às novas propriedades. Esses latifundiários, mais tarde, se autoidentificariam com o "espírito bandeirante", o que se reflete no lema da cidade, A bandeirantibus venio, idealizado pelo Visconde de Taunay. Apesar desta referência anacrônica ao bandeirantismo, a ocupação inicial da região por não índigenas foi feita, de fato, pelos posseiros acima referidos, e não por bandeirantes.
São Carlos foi fundada na segunda metade da década de 1850, por iniciativas de Antônio Carlos de Arruda Botelho (Conde do Pinhal) e Jesuíno José Soares de Arruda, localizada num caminho que levava às minas de ouro de Cuiabá e Goiás, saindo de Piracicaba. As povoações mais próximas neste caminho eram, à época, Rio Claro, na depressão periférica e, subindo as escarpas das encostas do planalto, Araraquara.
Embora iniciada em 1856, a construção da capela foi oficialmente autorizada pelo bispo de São Paulo apenas em 4 de fevereiro de 1857. No mesmo ano, em 6 de julho, foi criado o distrito de paz de São Carlos do Pinhal. Em 1858, a capela foi elevada a freguesia. Em março de 1865, desmembrando-se de Araraquara, a freguesia tornou-se vila (correspondente à atual divisão administrativa de município), com o nome de São Carlos do Pinhal. Em setembro do mesmo ano foi empossada a Câmara Municipal.
A data histórica atribuída a fundação é o dia 4 de novembro de 1857, dia de São Carlos Borromeu, padroeiro da cidade, ao qual foi dedicada uma capela que começou a ser erigida em 1856, solicitada por Jesuíno de Arruda, proprietário de terras na sesmaria do Pinhal. Inicialmente, sua construção foi planejada numa fazenda na sesmaria do Monjolinho porém, por rejeição de seu proprietário, João Alves de Oliveira, que temia que o povoado nascente distraísse seus escravos, a capela foi construída na sesmaria do Pinhal. São Carlos foi o santo escolhido por ser o nome predominante na família Botelho, desde suas origens em Portugal. Não há, entretanto, um consenso sobre a verdadeira data de fundação e o real fundador da cidade (Jesuíno de Arruda ou a família Botelho), pelo fato de o conceito de fundação variar de acordo com os vários critérios usados: erigir uma capela, doar um terreno para o patrimônio público, erigir as primeiras casas de telha, algum ato de desprendimento e benevolência dos poderosos da época, entre outros.
No contexto estadual, uma circunstância talvez singular a São Carlos foi o fato de a fundação da cidade, o início do plantio de café e o declínio do regime escravista brasileiro terem coincidido.
Em 1880, a vila foi elevada a cidade (à época, um título honorífico), e foi criada também a comarca de São Carlos, instalada em 1882. Sua denominação foi reduzida de "São Carlos do Pinhal" a "São Carlos" no ano de 1908. O município é conhecido também pelo nome de "Cidade do Clima", devido ao clima seco e ameno. Hoje é conhecida como a "Capital da Tecnologia" ou simplesmente "Sanca".
O atual território de São Carlos foi desmembrado sucessivamente dos municípios de São Paulo (1558–1625), Santana de Parnaíba (1625–1654), Nossa Senhora da Candelária de Itu (atual Itu, 1654–1822), Vila Nova da Constituição (atual Piracicaba, 1822–1833) e São Bento de Araraquara (atual Araraquara, 1833–1865). Ao longo do século XIX, as divisas do município passaram por diversas mudanças. Em 1948, foram estabelecidos três distritos: Água Vermelha, Ibaté e Santa Eudóxia. Em 30 de dezembro de 1953, Ibaté foi desmembrado do município.

## Geografia

### Geologia

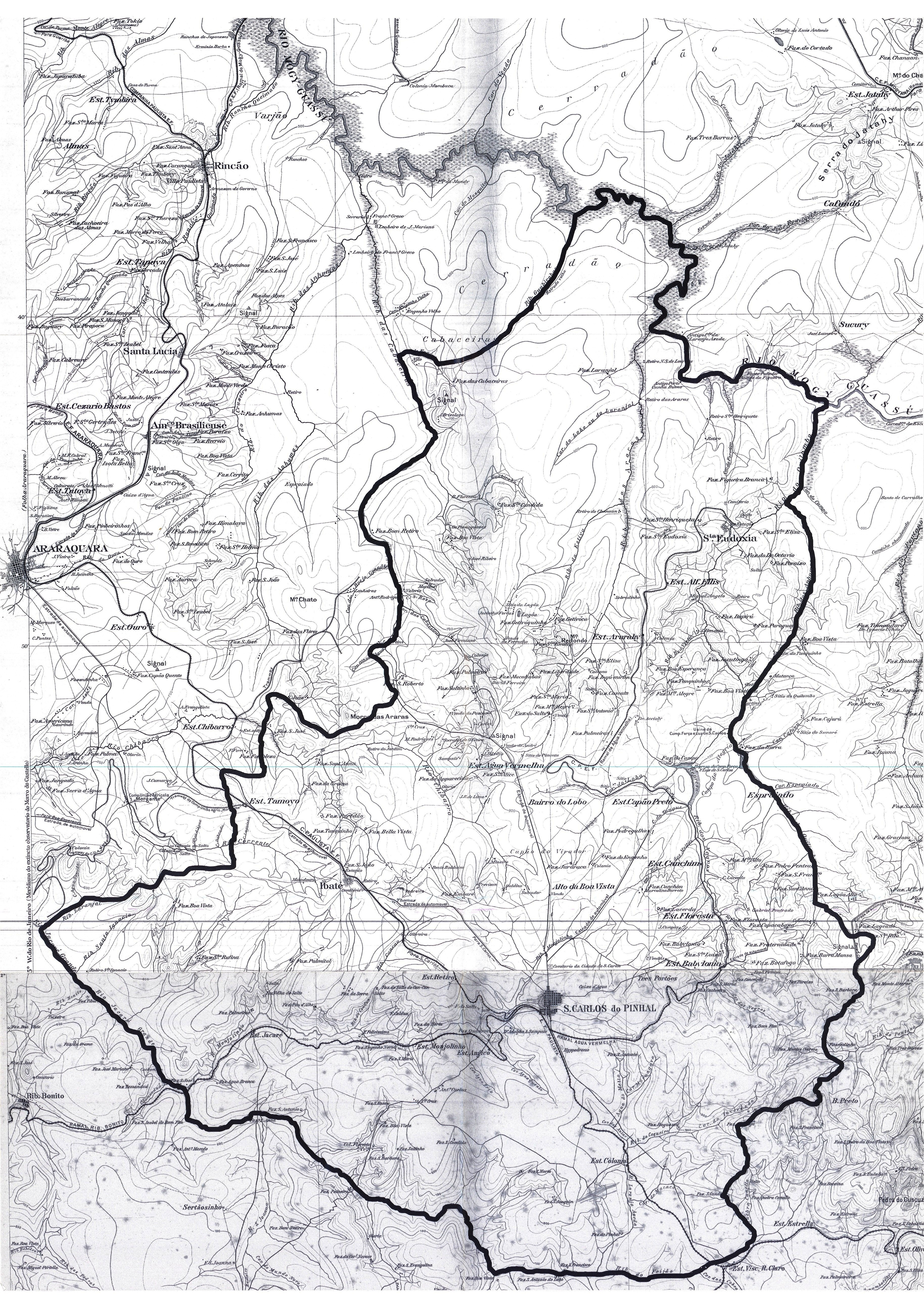
Mapa da topografia e hidrografia do município (início do século XX, ainda incluindo Ibaté a oeste).

O município está incluído na província geomorfológica das cuestas basálticas e de arenito, entre as províncias do planalto Ocidental (ao norte) e a Depressão Periférica Paulista (ao sul). Em São Carlos, incluído na Bacia do Paraná, são encontrados afloramentos das seguintes formações geológicas: Bauru (Grupo Bauru), no reverso das cuestas (Planalto de São Carlos), onde se localiza a maior parcela do núcleo urbano, mais ao norte; Serra Geral (Grupo São Bento), na estreita região das cuestas onde ocorre quebra de relevo (encostas); Botucatu (Grupo São Bento), que contém a parte baixa das cuestas, mais ao sul, além de incluir o Aquífero Guarani. O solo do município é constituído principalmente por, em ordem decrescente: latossolo vermelho-amarelo (LV); latossolo roxo (LR); areia quartzosa profunda (AQ); latossolo vermelho-escuro (LE); terra roxa estruturada (TE); solo litólico (Li); solo hidromórfico (Hi) e solo podzólico (PV).

### Vegetação
A vegetação original do município, e os respectivos remanescentes, correspondem respectivamente a: cerrado de fisionomia florestal (cerradão; 16% e 2%); cerrado de fisionomias savânicas (cerrado s.s., campo cerrado, campo sujo) e campestres (campo limpo úmido); 27% e 2%); mata atlântica do interior (florestas semidecíduas e ripárias; 54% e 1%); mata de araucária (floresta semidecídua com araucária; 1% e 0%) e capoeiras (matas degradadas; 0% e 1%). Atualmente, boa parte da vegetação foi substituída por plantações, pastos e florestamentos de silvicultura.

### Hidrografia

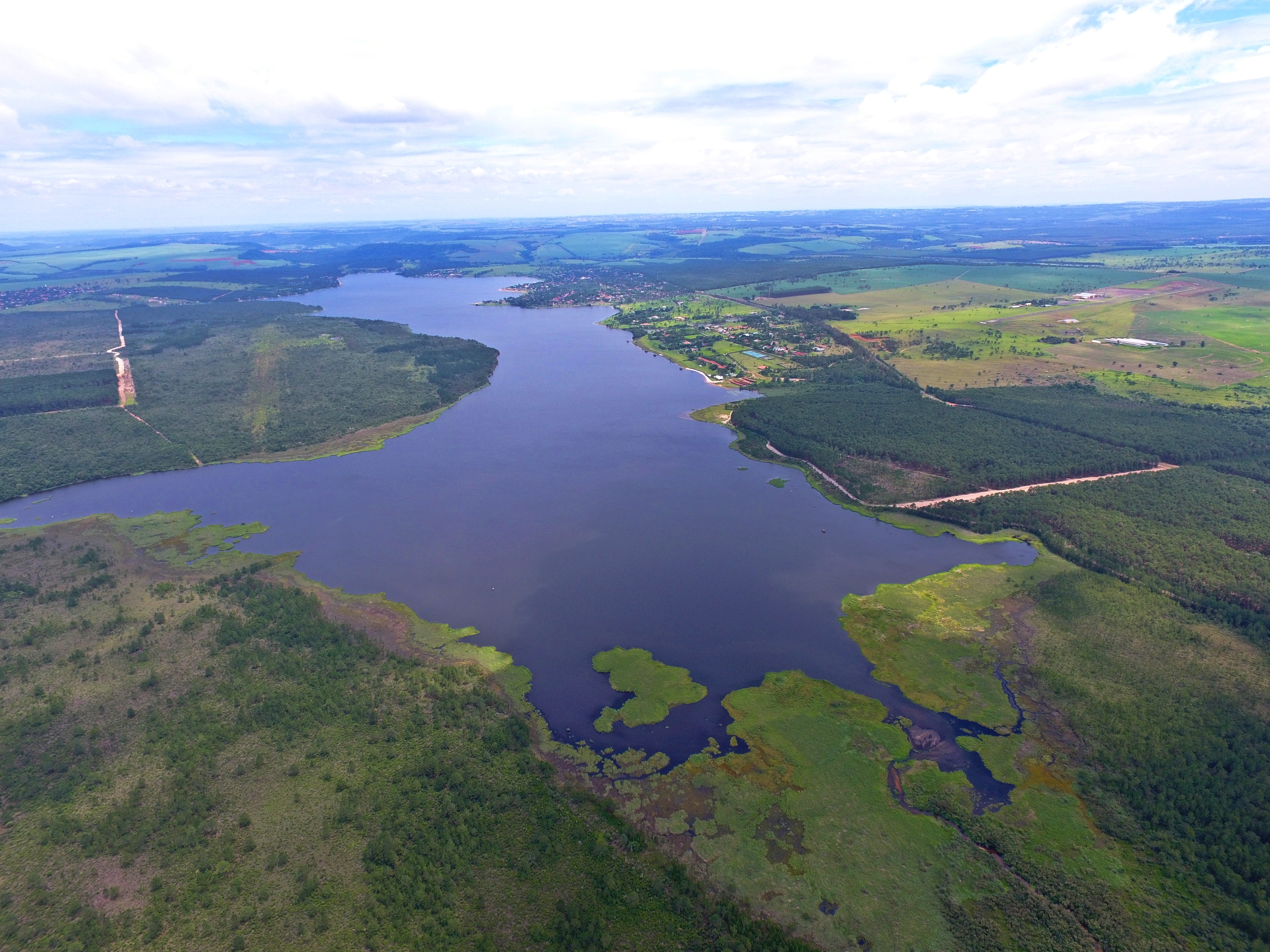
Represa do Broa, mostrando, em primeiro plano, a Estação Ecológica (à esquerda) e a Estação Experimental de Itirapina (à direita).

O município está inserido entre duas Unidades Hidrográficas de Gerenciamento de Recursos Hídricos (UGRHI): a nº 9, Mogi-Guaçu, e a nº 13, Tietê-Jacaré. A área urbana encontra-se, principalmente, na bacia hidrográfica do rio Monjolinho, incluída, serialmente, nas bacias dos rios Jacaré-Guaçu, Tietê, Paraná e rio da Prata. A área urbana é cortada pelos rios Monjolinho, Gregório e Santa Maria do Leme, e pelos córregos Tijuco Preto, Simeão, Água Quente e Água Fria, dentre outros. A bacia do rio Mojiguaçu, que conta com o rio do Quilombo, ribeirão das Araras, córrego Cabaceiras, córrego Guabirobas, córrego Jararaca, córrego Água Branca, córrego Brejo Grande ou Água Vermelha, córrego Matinha, ribeirão dos Negros, ribeirão do Pântano, córrego Cachoeira.
A bacia do rio Jacaré-Guaçu, que conta com o rio Monjolinho, ribeirão Feijão, córrego Cã Cã, e córrego Laranja Azeda. A bacia do rio Monjolinho, que conta com o córrego Santa Maria Madalena (ou córrego Santa Maria do Leme), córrego do Jockey Clube, córrego Espraiado, córrego Federal, córrego Belvedere, córrego Ponte de Tábua, córrego Alto Monjolinho, córrego Mineirinho, córrego Santa Fé, córrego Paraíso, córrego Tijuco Preto, córrego do Gregório, córrego Botafogo, córrego Medeiros, ribeirão Água Quente e ribeirão Água Fria.
A bacia do córrego do Gregório, que nasce em área rural, a leste da cidade de São Carlos, numa região de aproximadamente 900 metros de altitude (onde nascem também o rio Monjolinho e o ribeirão dos Negros, importantes cursos d'água deste município). Tem como afluentes pela margem direita o córrego Primeira Água perto da SP-310 antes do córrego do Gregório atravessar a rodovia, córrego Sorregotti perto da Educativa, córrego Lazarini próximo da rua Major Manuel Antonio de Matos, córrego da Biquinha na rua Visconde de Inhaúma (canalizado), e pela margem esquerda o córrego Simeão na região do mercado (canalizado), e corre no sentido oeste numa extensão aproximada de 7 km, onde deságua no rio Monjolinho, perto do shopping center.

### Meio ambiente

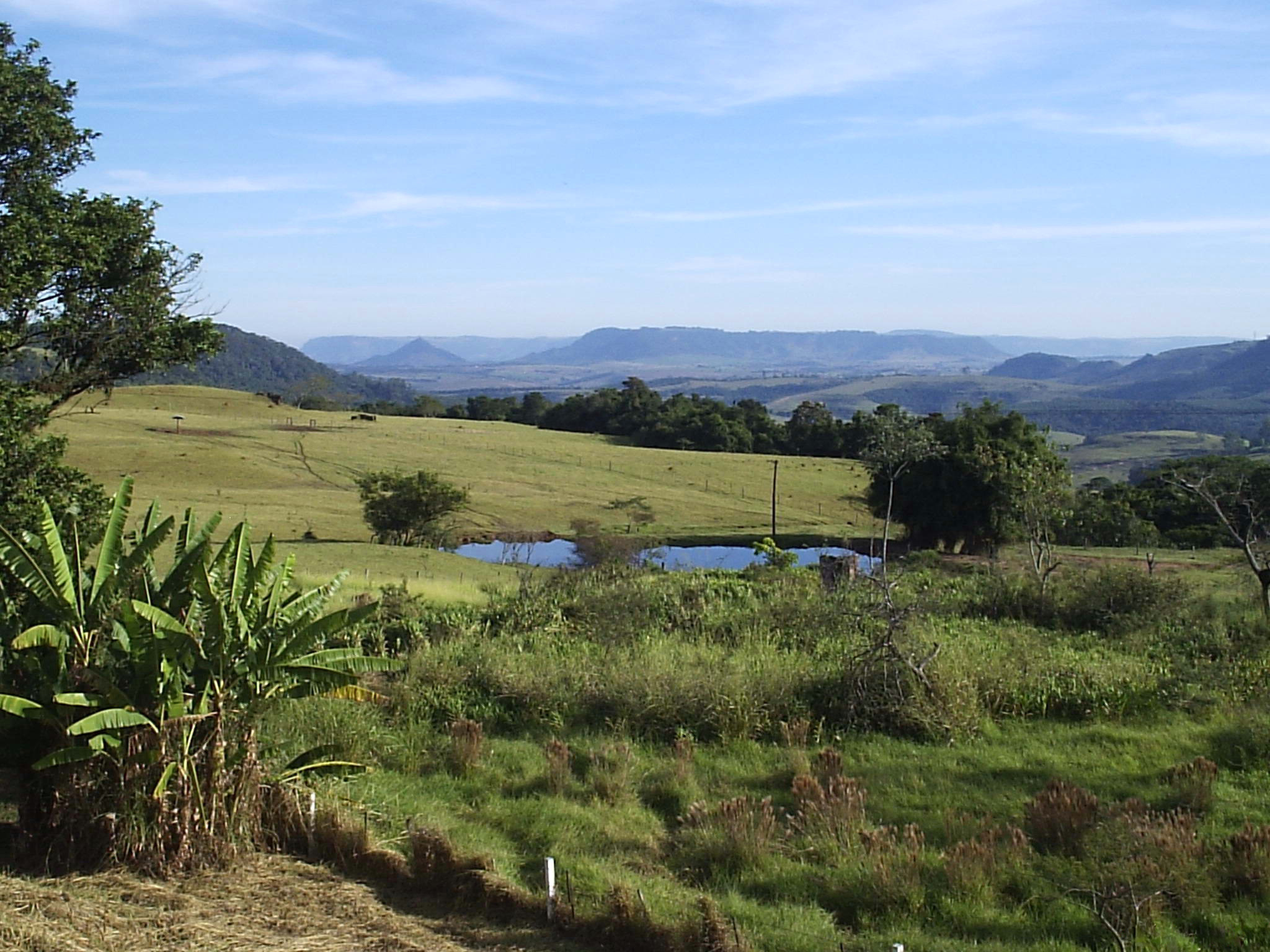
Serra de Santana, entre Rio Claro e São Carlos, na APA Corumbataí. É parte das cuestas basálticas, assim como a serrinha do Aracy.

Parte de São Carlos está incluída na Área de Proteção Ambiental (APA) Corumbataí. Proximamente, encontram-se outras unidades de conservação: a Estação Ecológica (EE) de Itirapina, a EE Mata do Jacaré, e a EE Jataí. Em áreas rurais, há também fragmentos de vegetação nativa importantes em algumas Reservas Legais (RL) privadas, como a da Fazenda Canchim, da Embrapa. A cidade apresenta percentual de propriedades regularizadas, quanto a RLs, acima da média calculada para o estado.
Quanto às Áreas de Preservação Permanente (APPs) dos rios, muitas das que ocorrem na área urbana foram irregularmente ocupadas por vias marginais e edificações. Entretanto, pouco foi feito para compensar a construção destas marginais, como aumentar a proporção mínima de área permeável nos terrenos adjacentes. Além disso, muitos rios foram retificados ou canalizados, obras essas hoje consideradas inadequadas. Estes fatores, em conjunto, são determinantes para a ocorrência de enchentes nas baixadas da cidade.
A arborização urbana da malha viária urbana é diversa, porém, em termos quantitativos, o número de árvores é ainda muito baixo, e muitas têm conflitos com equipamentos públicos do entorno, como a fiação aérea e a pavimentação. Quanto à poluição, o município possui cerca de duas dezenas de áreas contaminadas, em especial, por resíduos de postos de combustíveis, e de lixões e aterros.

### Clima
| Maiores acumulados de precipitação em 24 horas registrados em São Carlos por meses (INMET, 1961-presente) | Maiores acumulados de precipitação em 24 horas registrados em São Carlos por meses (INMET, 1961-presente) | Maiores acumulados de precipitação em 24 horas registrados em São Carlos por meses (INMET, 1961-presente) | Maiores acumulados de precipitação em 24 horas registrados em São Carlos por meses (INMET, 1961-presente) | Maiores acumulados de precipitação em 24 horas registrados em São Carlos por meses (INMET, 1961-presente) | Maiores acumulados de precipitação em 24 horas registrados em São Carlos por meses (INMET, 1961-presente) |
| Mês | Acumulado                                                                                                 | Data | Mês | Acumulado                                                                                                 | Data |
| --- | --- | --- | --- | --- | --- |
| Janeiro                                                                                                   | 122,4 mm                                                                                                  | 13 de janeiro de 2016                                                                                     | Julho | 81,6 mm                                                                                                   | 25 de julho de 2007                                                                                       |
| Fevereiro                                                                                                 | 143,1 mm                                                                                                  | 13 de fevereiro de 1980                                                                                   | Agosto | 65,1 mm                                                                                                   | 20 de agosto de 2009                                                                                      |
| Março | 97 mm | 15 de março de 2010                                                                                       | Setembro                                                                                                  | 70,4 mm                                                                                                   | 15 de setembro de 2001                                                                                    |
| Abril | 78,2 mm                                                                                                   | 9 de abril de 1993                                                                                        | Outubro                                                                                                   | 72,6 mm                                                                                                   | 2 de outubro de 2001                                                                                      |
| Maio | 87,6 mm                                                                                                   | 29 de maio de 2013                                                                                        | Novembro                                                                                                  | 122,6 mm                                                                                                  | 3 de novembro de 1985                                                                                     |
| Junho | 92,2 mm                                                                                                   | 6 de junho de 1976                                                                                        | Dezembro                                                                                                  | 113,4 mm                                                                                                  | 16 de dezembro de 2002                                                                                    |

O clima de São Carlos é considerado subtropical (do tipo Cwa de acordo com a classificação climática de Köppen-Geiger). A temperatura média anual é de 21 °C; o verão é morno com precipitação e o inverno é fresco com pouca precipitação. Ao longo do ano, normalmente, a temperatura mínima nos meses mais frios é de 12 °C e a temperatura máxima nos meses mais quentes é de 28 °C e raramente são inferiores a 7 °C ou superiores a 33 °C.
Segundo dados do Instituto Nacional de Meteorologia (INMET), desde 1961 São Carlos registrou mínimas negativas em duas ocasiões, a primeira em 18 de julho de 1975 (−0,1 °C) e a segunda em 17 de julho de 2000 (−1 °C). Por outro lado, os dias mais quentes foram 7 de outubro de 2020 e 21 de setembro de 2021, com máximas de 38,7 °C e 38,2 °C, respectivamente.
O maior acumulado de precipitação em 24 horas foi de 143,1 mm em 13 de fevereiro de 1980, seguido por 127,9 mm em 23 de fevereiro de 1965, 122,6 mm em 3 de novembro de 1985 e 122,4 mm em 13 de janeiro de 2016. Desde julho de 2007, a maior rajada de vento alcançou 24,3 m/s (87,5 km/h) em 13 de dezembro de 2010 e 21 de fevereiro de 2011 e o menor nível de umidade relativa do ar (URA) foi de 10% nas tardes dos dias 13 de setembro de 2010, 6 de setembro de 2011 e 16 de setembro de 2017.
| Dados climatológicos para São Carlos | Dados climatológicos para São Carlos | Dados climatológicos para São Carlos | Dados climatológicos para São Carlos | Dados climatológicos para São Carlos | Dados climatológicos para São Carlos | Dados climatológicos para São Carlos | Dados climatológicos para São Carlos | Dados climatológicos para São Carlos | Dados climatológicos para São Carlos | Dados climatológicos para São Carlos | Dados climatológicos para São Carlos | Dados climatológicos para São Carlos | Dados climatológicos para São Carlos |
| Mês | Jan                                  | Fev                                  | Mar                                  | Abr                                  | Mai                                  | Jun                                  | Jul                                  | Ago                                  | Set                                  | Out                                  | Nov                                  | Dez                                  | Ano                                  |
| --- | ------------------------------------ | ------------------------------------ | ------------------------------------ | ------------------------------------ | ------------------------------------ | ------------------------------------ | ------------------------------------ | ------------------------------------ | ------------------------------------ | ------------------------------------ | ------------------------------------ | ------------------------------------ | ------------------------------------ |
| Temperatura máxima recorde (°C) | 35,7                                 | 35,8                                 | 33,8                                 | 33,3                                 | 30,9                                 | 29,3                                 | 30,8                                 | 33,6                                 | 38,2                                 | 38,7                                 | 37,3                                 | 34,4                                 | 38,7                                 |
| Temperatura máxima média (°C) | 28,5                                 | 28,9                                 | 28,3                                 | 27,5                                 | 24,8                                 | 24,4                                 | 24,7                                 | 26,8                                 | 28,2                                 | 28,9                                 | 28,5                                 | 28,6                                 | 27,3                                 |
| Temperatura média compensada (°C) | 22,9                                 | 23,1                                 | 22,4                                 | 21,1                                 | 18,1                                 | 17,3                                 | 17,2                                 | 18,9                                 | 20,8                                 | 22,1                                 | 22,3                                 | 22,7                                 | 20,5                                 |
| Temperatura mínima média (°C) | 19                                   | 19                                   | 18,4                                 | 16,6                                 | 13,6                                 | 12,6                                 | 12,3                                 | 13,5                                 | 15,4                                 | 17,2                                 | 17,6                                 | 18,5                                 | 16,1                                 |
| Temperatura mínima recorde (°C) | 8                                    | 8                                    | 6                                    | 3,9                                  | 0,7                                  | 1                                    | −1                                   | 0                                    | 3                                    | 5,2                                  | 6                                    | 8                                    | −1                                   |
| Precipitação (mm) | 297,2                                | 216,6                                | 174,9                                | 79,3                                 | 59,9                                 | 38,2                                 | 30                                   | 22,5                                 | 65,4                                 | 116,2                                | 158,9                                | 233,2                                | 1 492,3                              |
| Umidade relativa compensada (%) | 80,2                                 | 78,5                                 | 78                                   | 75,9                                 | 76,9                                 | 73,7                                 | 68,6                                 | 62,3                                 | 64,9                                 | 68,3                                 | 71,8                                 | 78,2                                 | 73,1                                 |
| Insolação (h) | 149,9                                | 168,3                                | 195,5                                | 210,8                                | 202                                  | 200,8                                | 217,2                                | 229,6                                | 188,3                                | 192,7                                | 183,1                                | 157,7                                | 2 295,9                              |
| Fonte: INMET (temperatura e precipitação: normal climatológica de 1991-2020; umidade e horas de sol: normal de 1981-2010; recordes de temperatura: 1961-presente) |                                      |                                      |                                      |                                      |                                      |                                      |                                      |                                      |                                      |                                      |                                      |                                      |                                      |

## Demografia

### Dinâmica populacional
O crescimento da população foi grande desde o século XIX, a partir de 1872. Em 1874 a cidade possuía 6.897 habitantes; em 1881, aproximadamente 10 mil habitantes. Com o começo da imigração italiana em 1886, a população chegou a 16.104 habitantes (tendo 1050 imigrantes italianos, ou 6,5% da população total) e, no fim do século, em 1899, contabilizava 10.396 imigrantes italianos, sendo a segunda maior imigração do estado. Por isso, era conhecida na Itália como "Piccola Italia".

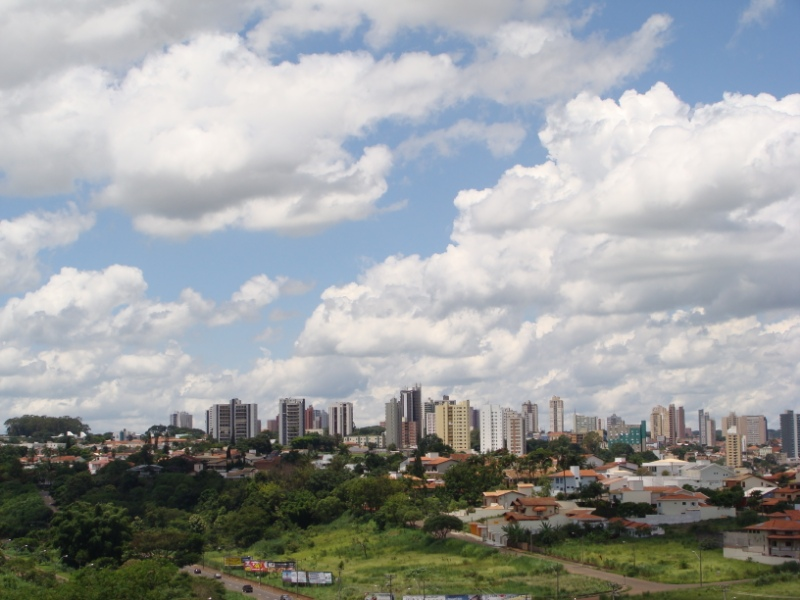
Vista parcial do centro da cidade.

Até o final do século XIX, a maioria da população de São Carlos era não branca, sendo que em 1886, negros, pardos e caboclos compunham 55% da população e os brancos somente 45%. Dos 5.950 negros e pardos existentes naquele ano no município, 2.987 eram escravos e 1.277 "ingênuos", filhos livres de mães escravas que, até os 21 anos, deveriam prestar serviços aos senhores, conforme disposto na Lei do Ventre Livre, de 1871. Ou seja, 71,6% dos negros e pardos do município eram escravos ou ingênuos. O grande número de escravos e filhos de escravos em São Carlos é explicado por tratar-se de uma região de fronteira de próspera expansão da cultura do café.
Com o processo de abolição da escravatura, a imigração para São Carlos cresceu enormemente, visando a substituição da mão de obra escrava por trabalhadores livres estrangeiros, em consonância com a ideologia de branqueamento racial da época. Em 1907, os brancos passaram a constituir a maioria, devido sobretudo à imigração italiana. Entre 1887 e 1907, o número de italianos no município aumentou dez vezes, e o de outros estrangeiros, sobretudo portugueses e espanhóis, aumentou quatro vezes. Em 1907, os 15.247 estrangeiros registrados compunham 40% da população de São Carlos, sendo que o impacto da imigração era muito maior, levando-se em conta que os filhos de estrangeiros nascidos no Brasil eram contados como brasileiros. Por outro lado, a população não branca diminuiu no município, sendo que negros e mulatos constituíam 12,5% dos habitantes. Os caboclos, descendentes aculturados de indígenas, foram eliminados do censo de 1907 e, supõem-se que alguns deles devem ter saído do município, enquanto muitos devem ter sido classificados como mulatos e alguns como brancos ou negros.
Por volta de 1900, a maioria dos casamentos realizados em São Carlos envolviam cônjuges imigrantes, e quase 90% das crianças nascidas no município eram filhas de pais estrangeiros. Entre 1898 e 1918, em torno de 60% das crianças nasciam de pais estrangeiros, sendo que só a partir da década de 1920 é que a maioria dos pais já eram nascidos no Brasil. Os censos de 1886 e 1907 mostram que a imigração estrangeira acarretou numa mudança considerável na composição étnica de São Carlos.
Em 2024 foi realizado o Censo Regionalizado da População em Situação de Rua, organizado pelo Consórcio Intermunicipal da Região Central (CONCEN), em dez municípios da Região Central de São Paulo, onde foram contabilizadas 235 pessoas em situação de rua em São Carlos.

### Religião

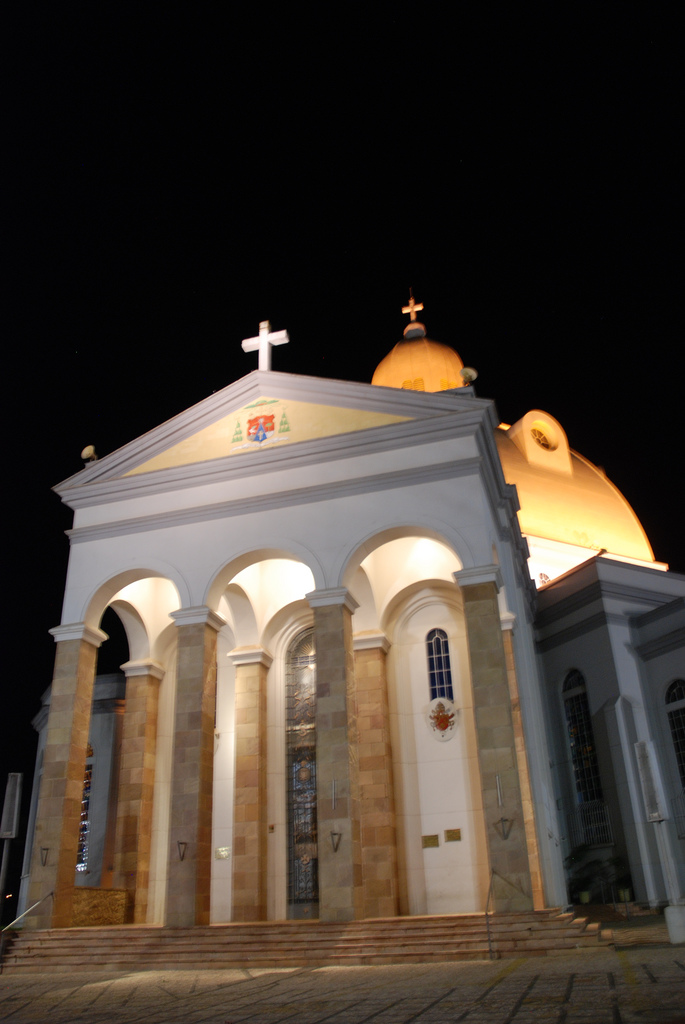
Catedral de São Carlos Borromeu.

Entre os principais grupos religiosos presentes na cidade, estão: católicos (65,56%); protestantes (21,15%); sem religião (6,06%); espíritas (3,73%); budistas (0,11%); umbandistas (0,26%) e judeus (0,02%).
O município é sede da Diocese de São Carlos (criada em 1 de março de 1908), abrangendo hoje, vinte e nove municípios da região central do estado paulista em cinco Regiões Pastorais. Compreende 70 paróquias, 14 quase-paróquias, duas capelas, uma diaconia e a Catedral. A Igreja local conta com os irmãos lassalistas desde 1957. Atualmente os lassalistas administram o Colégio La Salle São Carlos, referência em educação humana e cristã.
Conta também com a presença da congregação dos salesianos de Dom Bosco, que tem uma presença significativa na cidade com uma obra social, o educandário (1947), atendendo em média quatrocentas crianças, as medidas socioeducativas ("LA" - Liberdade Assistida , "NAI" - Núcleo de Atendimento Integrado), escolinha de futebol, iniciação profissional, alfabetização de jovens e adultos, programas de apoio sócio-familiar, com sete oratórios festivos (atende as crianças e jovens nos finais de semana com atividades esportivas, recreativas e religiosas), com o noviciado (fase mais importante da formação do seminário salesiano) e com uma paróquia, a Nossa Senhora Auxiliadora.

### Composição étnica
Em 2010, a composição étnica do município era a seguinte: brancos (72,34%); negros (5,28%); pardos (21,56%); amarelos (0,74%); indígenas (0,09%).
Poucos registros existem dos primeiros habitantes do território de São Carlos, os quais eram denominados pela historiografia local de "guaianases", exterminados ou expulsos durante o século XIX. Entretanto, deviam ser, na realidade, povos indígenas tupis dos grupos Tupinambá e Tupiniquim, e povos gês dos grupos Kaingang e Kaiapó. Quanto aos posseiros, chamados "caboclos", eram lavradores vindos de regiões mais a leste. Mais tarde, foram expulsos ou absorvidos pelos empreendimentos agrícolas dos grandes fazendeiros. Grande parte das famílias de fazendeiros que vieram para São Carlos no século XIX, constituindo a elite agrária, era proveniente da região do "quadrilátero do açúcar", em especial, de Piracicaba, Campinas, Itu e Porto Feliz. Algumas também partiram da capital paulista e de Minas Gerais.
Quanto às classes populares, foram compostas inicialmente, em grande parte, pela importação de negros escravos e, depois, de imigrantes europeus. Embora a fundação de São Carlos, em 1857, tenha coincidido com o declínio do regime escravista (o tráfico negreiro havia sido abolido em 1850), o trabalho escravo seria usado pelos fazendeiros da região por mais de 30 anos. Inicialmente, os escravos eram trazidos de municípios vizinhos. Ao final do Império, os fazendeiros passaram a importar escravos de outras regiões, em especial, das províncias nordestinas. Um importante local de comércio de escravos, à época, era a fazenda da Babilônia, de Manoel Cândido de Oliveira Guimarães.
Às vésperas da abolição, os conflitos entre escravos e senhores aumentaram e, após ela, mantendo-se o sistema de grandes lavouras e latifúndios, restaram poucas oportunidades de inserção e mobilidade social aos escravos. Mesmo antigos "escravos de confiança" passaram por dificuldades no período pós-abolição, como ocorreu no emblemático caso de Felício de Arruda Botelho. Muitos negros permaneceriam no meio rural, às vezes nas mesmas fazendas onde haviam sido escravos. Outros passariam para o meio urbano, em especial os nascentes bairros da Vila Nery, Vila Isabel e Vila Pureza, periferias de então, ou ainda, migrariam para outras regiões, buscando uma vida melhor ou o restabelecimento de laços de parentesco. A primeira experiência com o trabalho imigrante em São Carlos ocorreu em 1876, quando o Conde do Pinhal financiou a vinda de alemães para sua fazenda. Na década de 1880, o município ficaria em terceiro lugar, no estado de São Paulo, no tocante ao recebimento de imigrantes, a maioria italianos.

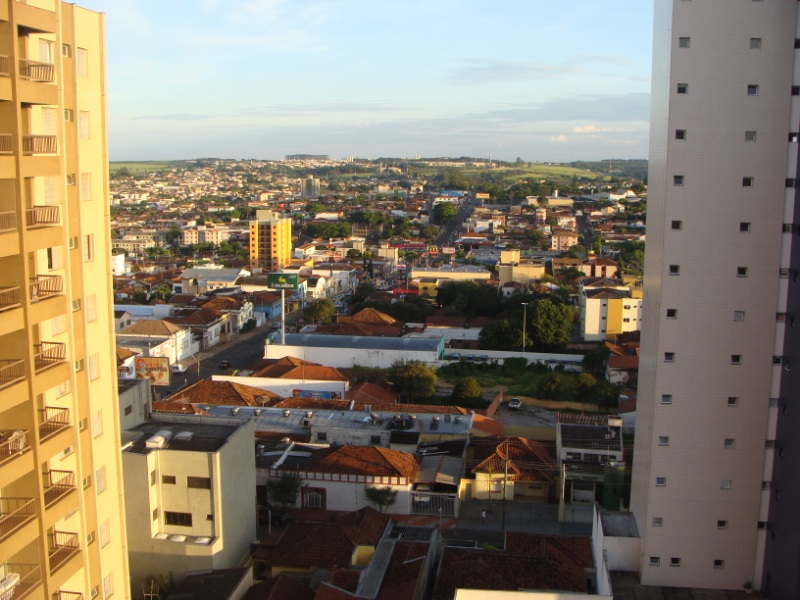
A população da cidade cresceu principalmente entre as décadas de 1950 e 1960.

A partir de 1902, com o decreto Prinetti, que proibiu a imigração subsidiada de italianos para o Brasil, devido aos maus tratos que estes vinham sofrendo, a imigração de italianos decresceu no município. Isso favoreceria a imigração espontânea, porém, não mais de agricultores, e sim, em geral, de artesãos e operários, os quais se estabeleceram no meio urbano. Na censo dos anos 1920, nota-se o aumento de imigrantes de outras nacionalidades, como os espanhóis e portugueses. Surgem também dois novos grupos de imigrantes na cidade, os sírios e os japoneses. Aliás, um dos filhos do Conde, Carlos Botelho, teve importante papel na imigração japonesa para o Brasil, tendo sido secretário da agricultura do Estado de São Paulo quando os primeiros imigrantes japoneses chegaram ao país, em 1908.
Na década de 1930, a população de São Carlos sofreu um decréscimo devido à crise cafeeira, havendo uma grande migração do campo para a cidade, ou ainda, para outras regiões mais interioranas de São Paulo. Após 1933, a imigração para o Brasil sofreu restrições, com a aprovação de uma lei de cotas de imigração. Enquanto isso, entre os anos 1930 e 1950, em outras regiões do estado de São Paulo, tinham início importantes migrações vindas do norte de Minas Gerais e do nordeste, inicialmente direcionadas a lavouras de café mais a oeste do estado e, depois, para as indústrias da capital. A partir dos anos 1950, haveria uma retomada do crescimento populacional local, devido especialmente à implantação de indústrias na cidade. Os anos 1960 seriam marcados, no estado, por um intenso êxodo rural direcionado à capital. Isso seria revertido nos anos 1970, com o processo de interiorização da indústria paulista, além de novos empreendimentos agrícolas, o que ajudou a reter uma população que potencialmente migraria, além de propiciar a vinda crescente de contingentes migratórios de outras regiões.
Nos anos 1980, houve um decréscimo no ritmo de crescimento populacional no país e no estado de São Paulo, pela queda da fecundidade e das migrações interestaduais. No entanto, as regiões de Araraquara e São Carlos tiveram, à época, um crescimento populacional maior que a média estadual, em decorrência do fortalecimento de suas atividades econômicas. Nos anos 1990 e 2000, os saldos migratórios na Região Central do estado diminuíram, embora tenham permanecido positivos, respondendo por 70% a 50% de seu crescimento absoluto. Isso ocorreu tanto pela diminuição dos contingentes de migrantes interestaduais para a região, quanto pelos fluxos migratórios de retorno. Nesta época, seriam consideráveis os fluxos de imigrantes vindos da região nordeste e a imigração intraestadual, além da emigração de retorno para o Paraná e Minas Gerais. Ainda nos anos 1990, com o movimento dekassegui, muitos descendentes de japoneses deixaram a cidade. Desde 2008, com as políticas de ações afirmativas na UFSCar, a cidade vem recebendo estudantes indígenas de diversas etnias e Estados, em especial terenas e umutinas.

## Governo e política

### Poder executivo

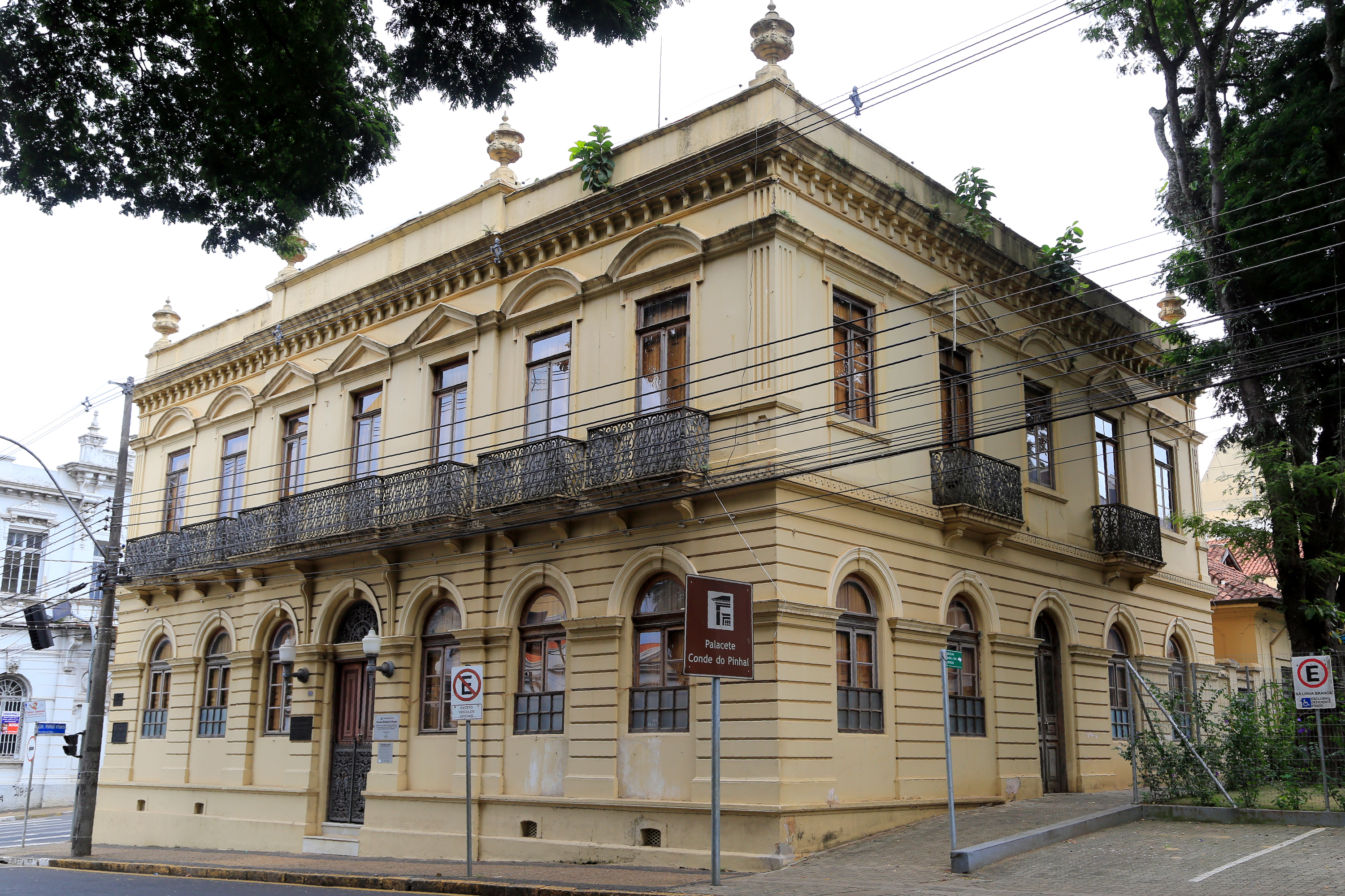
Palacete Conde do Pinhal, antiga sede da prefeitura.

Durante os períodos colonial e imperial, a administração das cidades brasileiras era feita pela Câmara Municipal, escolhida por meio de eleições diretas. Com a República, surgiu uma nova divisão do poder municipal, separando-se o poder executivo e administrativo, exercido pelo prefeito, e o poder legislativo da Câmara. No entanto, ainda em 1905, São Carlos não possuía um prefeito, e sim um intendente, que não era soberano em relação à Câmara, a qual ainda administrava, de fato, a cidade. Em 1908 foi nomeado o primeiro prefeito da cidade. Em 1929, com um novo código de posturas, houve o fortalecimento do poder executivo centrado no prefeito, transferindo-se muitas das atribuições antes da Câmara para a prefeitura. Em 1948, é eleito de forma direta o primeiro prefeito. Em 1953, a estrutura administrativa municipal se tornou mais complexa, com a divisão de tarefas entre novas repartições. Nas décadas seguintes, a prefeitura passou por sucessivas reformas administrativas: em 1960, 1967, 1971, entre outras.
Inicialmente, de 1865 a meados do século XX, não havia ainda a figura do prefeito na cidade, mas sim presidentes da Câmara (1865-1890), presidentes do Conselho de Intendência (1890-1892) e intendentes (1892-1908). Mesmo com a criação do cargo de prefeito, em 1908, no início não havia ainda uma delimitação clara entre o poder municipal legislativo e o executivo. Portanto, nesta época, a "sede" da prefeitura corresponderia à própria Câmara (ver abaixo). O Palacete Conde do Pinhal foi a sede do poder executivo municipal de meados do século XX até 2008. Desde então, o Edifício Sesquicentenário, antigo Hotel Municipal, é a sede do governo da cidade.[carece de fontes?]
Do final do século XIX até meados do século XX, como em grande parte do Brasil, a política local em São Carlos foi caracterizada pelo coronelismo. Do final do Império ao início da República, a família Arruda Botelho foi dominante, alternando-se com a família Camargo Penteado & Salles, ambas do Partido Liberal e representantes da elite agrária. Mais tarde, seria fundado o Partido Republicano Paulista (PRP), ligado a ambas as famílias. Com as crescentes urbanização e industrialização, aliadas à crise dos anos 1930 e à Revolução de 1930 da Era Vargas, esse cenário começou a ser alterado. Entretanto, as elites agrárias mantiveram-se no poder até 1945, quando houve o restabelecimento do sistema representativo, criando-se diversos partidos. De 1945 até 1964, período no qual predominou o fenômeno do populismo, os principais partidos foram a União Democrática Nacional (UDN), organizada em torno do industrial Ernesto Pereira Lopes; o Partido Trabalhista Nacional (PTN), liderado por Antonio Massei; e o Partido Social Progressista (PSP), ligado aos profissionais liberais. Por sua vez, os trabalhadores e setores mais empobrecidos não conseguiram organizar-se efetivamente, de forma independente dos políticos populistas.
Durante a ditadura militar, foi instaurado o bipartidarismo, havendo apenas duas presenças legais: a ARENA e o MDB. A ARENA local foi fundada por Pereira Lopes e por Massei, opositores históricos. Havia, entretanto, duas sublegendas, a ARENA 1 e a ARENA 2, ligadas aos respectivos políticos. Quanto ao MDB de São Carlos, foi fundado por Antonio Cabeça Filho, entretanto, contava com um número muito reduzido de membros. No período, parecia haver uma espécie de pacto entre os principais políticos, segundo o qual Pereira Lopes (ex-UDN) seria sempre candidato a deputado federal, Vicente Botta (ex-PTB) a deputado estadual, e Antonio Massei a prefeito (ex-PTN).
Nos anos 1970, surgiram dois importantes movimentos sociais em São Carlos, ligados ao movimento negro e ao ambientalismo: respectivamente, o Centro Congada, e a Associação de Proteção Ambiental (Apasc). No entanto, tais grupos foram levados à frente por intelectuais e estudantes ligados às universidades, carecendo de apoio das classes populares da cidade. Em 1982, foram realizadas as primeiras eleições do período de reabertura democrática, o que não significou, porém, uma ruptura com as antigas lideranças. Houve o restabelecimento do pluripartidarismo, com novos partidos: PMDB (antigo MDB), PDS (originado da ARENA), PTB, PT e PDT. Foi eleito prefeito o engenheiro Dagnone de Melo (PMDB, egresso da ARENA), antigo Diretor de Obras na gestão do industrial Mario Maffei (ARENA). Em 1986, foi eleito deputado estadual Antonio Adolpho Lobbe Neto (então do PMDB), neto do prefeito homônimo nos anos 1960. Lobbe elegeria-se sucessivamente para o legislativo estadual, depois federal. Para a prefeitura, em 1988, foi eleito o contador da Câmara Neurivaldo José de Guzzi, o Vadinho (PTB), que teve o apoio da família Amaral e do grupo de Vicente Botta, antigos rivais. O líder da família Amaral, Francisco Xavier Amaral Filho, o Xavierzinho (ex-PSP e ARENA), embora nunca tenha sido eleito prefeito, foi vereador e diretor geral da Câmara por 44 anos, tendo importante papel como articulador de interesses. Seu irmão, José Bento Carlos do Amaral (ex-PTN e ARENA), foi prefeito, cassado em 1969.
Em 1992, foi eleito prefeito Rubens Massucio, o Rubinho (PTB), sobrinho de Antonio Massei (ARENA). Rubinho contou com o apoio de Vicente Botta, da família Amaral, e de Airton Garcia (PPR). Airton tinha grande apoio das classes populares, pela doação de terrenos a famílias carentes – o que seria interpretado por alguns autores como uma prática clientelista. No entanto, Airton, tendo sua candidatura impugnada, lançou sua mãe, Dona Henriqueta Garcia, como vice de Rubinho. Em seguida, Rubinho romperia com Airton, devido à candidatura de Henriqueta para deputado federal em 1994, o que atrapalhou a campanha de Gilberto Formici, candidato ao mesmo cargo e protegido de Rubinho. Na eleição seguinte, em 1996, saiu vitorioso Dagnone de Melo, agora apoiado por Airton, seu vice. Assim como em sua gestão anterior, a administração de Melo teve um perfil técnico-burocrático.
Em 2000, o PT, que obtivera resultados expressivos já em 1996, elege o prefeito Newton Lima, ex-reitor da UFSCar, ligado aos sindicatos dos docentes e ao grupo Articulação - Unidade na Luta. O partido tinha, entre suas propostas, a implantação da ideia de Orçamento Participativo (OP). Newton foi reeleito em 2004 e, na eleição seguinte, em 2008, é eleito outro ex-reitor da UFSCar, Oswaldo Barba (PT). Em 2012, elege-se o industrial Paulo Altomani (PSDB). O PSDB local fora fundado nos anos 1980, como uma dissidência do PMDB, pelo professor e empresário Antonio Carlos Vilela Braga. Altomani, inicialmente no PL, disputava o cargo de prefeito desde 1992. Em 2016, é eleito Airton Garcia (PSB), empresário dos ramos imobiliário e de mineração, tendo como vice o engenheiro Giuliano Cardinalli, genro de Dagnone de Melo. Giuliano foi presidente da Associação de Engenheiros e Arquitetos (AEASC), organização de cunho liberal e desenvolvimentista, atuante nas revisões do Plano Diretor.

### Poder legislativo

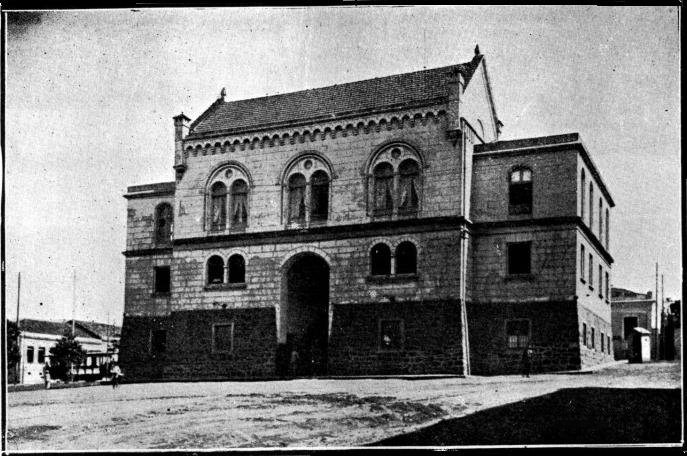
Câmara Municipal (1952–presente), antigo Fórum (1900 – anos 1950).

O poder legislativo é representado pela câmara municipal, composta por vinte e um vereadores, com mandato de quatro anos. Cabe aos vereadores, na Câmara Municipal de São Carlos, especialmente fiscalizar o orçamento do município, além de elaborar projetos de lei fundamentais à administração, ao executivo e, principalmente, para beneficiar a comunidade.
Desde a sua criação, a Câmara teve várias sedes: Residências diversas (1865–1884); Edifício do Largo Municipal (1884–1921, demolido em 1926); Palacete Conde do Pinhal (1921–1952) e Edifício Euclides da Cunha (desde 1952). A cidade contou com algumas iniciativas pioneiras no campo da contabilidade pública brasileira, no final do século XIX, com a vinda do polonês Estanislau Kruszynski, que atuou na Câmara.

### Poder judiciário
Em 1882 foi instalada a comarca de São Carlos, independente da de Rio Claro, sendo o primeiro juiz o Dr. Joaquim Ignácio de Moraes. Dentre alguns importantes caso judiciais e policiais, ocorridos ainda no século XIX, estão o da quadrilha Mangano, composta por bandidos calabreses. e o de Dioguinho, morto no rio Mogi Guaçu.

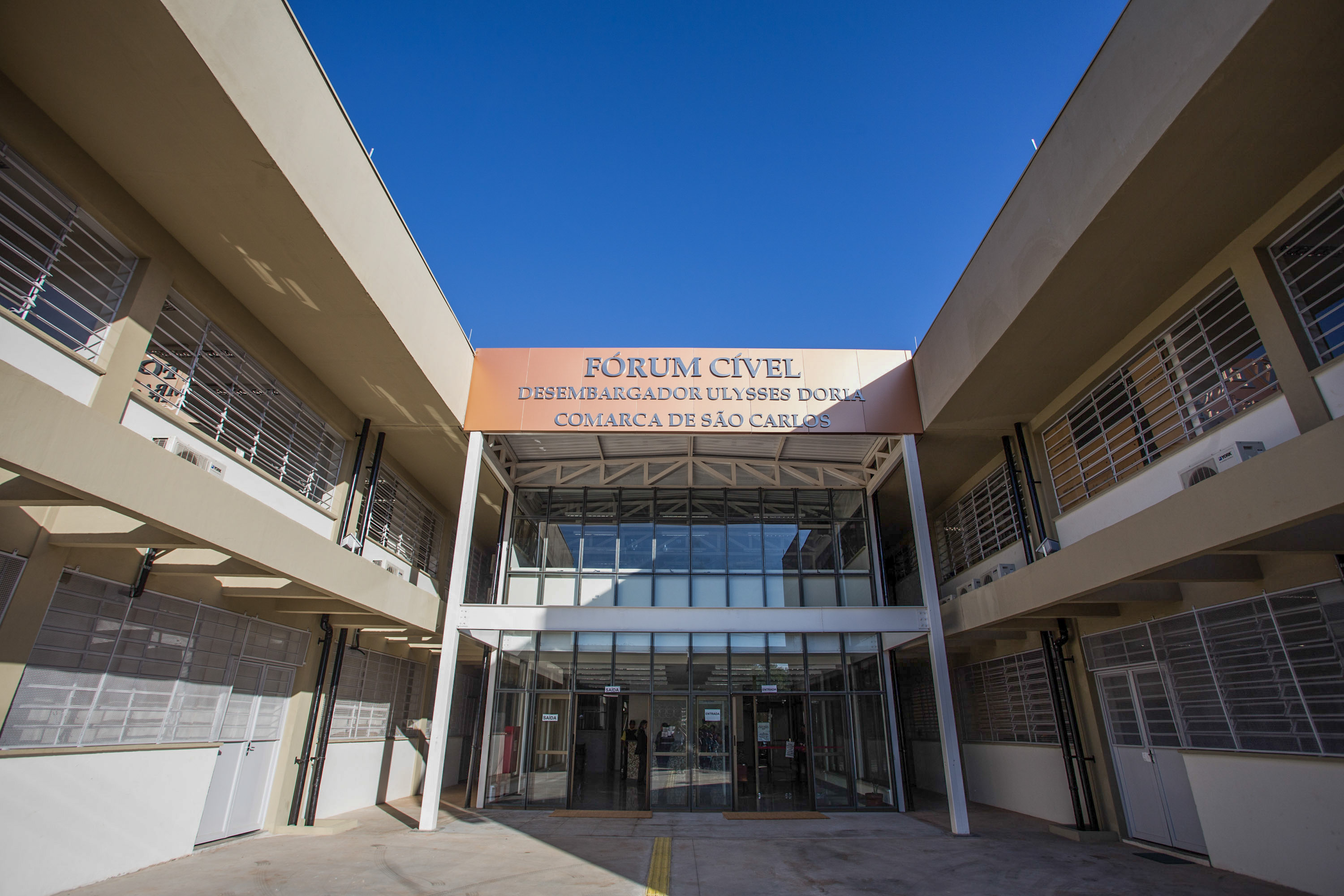
Fórum cível de São Carlos.

Quanto à sede do fórum, inicialmente (1882-1900) as atividades jurídicas ocorriam no Casarão Mattos, na esquina da rua Conde do Pinhal com a Dona Alexandrina, imóvel esse que também abrigaria um parque infantil, ligado à vizinha Delegacia de Saúde. Anos depois (1900-anos 1950), foi construído um prédio próprio para o fórum, junto com a cadeia e a sede do destacamento policial, que se trata do atual Edifício Euclides da Cunha, sede da Câmara. Em 1959 foi inaugurado o fórum da rua Conde do Pinhal (Fórum Dr. Alfredo Ellis Jr.), no local do antigo Casarão Mattos. Em 1992 foi inaugurado o fórum cível, chamado Desembargador Ulysses Doria, na rua Sorbonne, ficando o antigo imóvel como sede do fórum criminal. A unidade da justiça federal foi inaugurada em 2005.
Atualmente, o poder judiciário na comarca de São Carlos é representado pelas seguintes entidades: Justiça Federal (TRF3: fórum com três varas federais, sendo 2 Varas Federais e 1 Vara do Juizado Especial Federal; Justiça do Trabalho (TRT da 15ª Região, Campinas): fórum Trabalhista, com duas varas; presente desde 1962; Justiça Eleitoral (TRE-SP): dois Cartórios Eleitorais, da 410ª Zona Eleitoral e da 121ª Zona Eleitoral; Justiça Militar (TJMSP); Justiça Estadual (TJSP; 6ª RAJ, de Ribeirão Preto; 12ª CJ, São Carlos): fórum Criminal, com três varas, Tribunal do Juri, Juizado Especial Criminal e Vara da Infância e Juventude e o Fórum Cível, da Justiça Estadual, com cinco varas, Juizado Especial Cível e Serviço Anexo da Fazenda,
A comarca de São Carlos possui algumas subdivisões: o distrito-sede de São Carlos; os distritos de Santa Eudóxia, fundado em 1933 a nordeste, e de Água Vermelha, criado em 1948 ao norte; e dois subdistritos: Ana Prado, criado em 1959 a oeste (renomeado como Bela Vista São-carlense em 1981), e Vila Nery, criado em 1981 a leste. Em 2015, o foro distrital de Ibaté, até então subordinado a São Carlos, foi elevado a comarca.

### Outros
Desde 1990, o município, juntamente com Araraquara e outras 25 cidades, integra a Região Administrativa Central do estado, compreendendo uma população de cerca de um milhão de habitantes. Anteriormente, São Carlos estava incluída na região de Ribeirão Preto. O município possui ainda unidades dos seguintes órgãos públicos federais e estaduais: da Procuradoria da República, do Ministério Público Federal (instalada em 2003, nova sede em 2008); do Poupatempo (2010); da Procuradoria Geral do Estado (2012); da Promotoria de Justiça, do Ministério Público Estadual (2012); da Defensoria Pública do Estado (2016) e da Receita Federal (nova sede em 2016). Quanta às Forças Armadas (CMSE do Exército; 2.ª Região Militar; 5.ª CSM, de Ribeirão Preto; 5.ª Delegacia de SM, de São Carlos): 115.ª Junta de Serviço Militar (JSM), desde 1908 e o Tiro de Guerra (TG) 02-035, desde 1917.

### Relações internacionais
O Núcleo das Relações Internacionais da Prefeitura, através dos acordos de cidades-irmãs e outros mecanismos, busca a integração econômica e cultural entre a cidade e outros municípios nacionais e estrangeiros. A integração entre os municípios é firmada por meio de convênios de cooperação, que têm o objetivo de assegurar a manutenção da paz entre os povos, baseada na fraternidade, felicidade, amizade e respeito recíproco entre as nações.
São Carlos possui oficialmente quatro cidades-irmãs:
- Coimbra, em Portugal (1970)
- Santa Cruz, no Brasil (1983)
- Tecumseh, nos Estados Unidos (1997)
- Santa Clara, em Cuba (2005)

## Economia

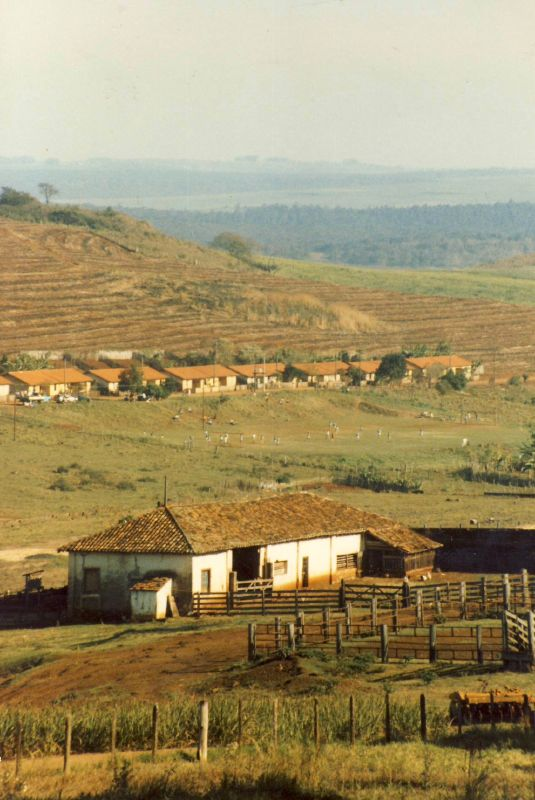
Casa na zona rural.

No setor agropecuário do município, destacam-se as redes agroindustriais de produção: sucroalcooleira, de citricultura, de laticínios, de carne bovina, de avicultura de corte, e de silvicultura, com florestamentos de Eucalyptus sp. e Pinus sp. Nas últimas décadas, muitas áreas de pastagem estão sendo substituídas por áreas de lavoura. No caso das lavouras temporárias, a maior parte é destinada ao cultivo de cana-de-açúcar, enquanto a maioria das lavouras permanentes é destinada ao cultivo de laranja. A propósito, a cidade se insere na bacia do rio Mogi-Guaçú, região que constitui os principais complexos agroindustriais citrícola e canavieiro paulistas. Na mineração, o município não possui grandes jazidas com significância no mercado nacional, produzindo apenas insumos voltados para o setor da construção civil, especialmente areia e a brita. Em termos de estrutura fundiária, na área rural, predominam pequenas e médias propriedades. Embora o município conte com mais de mil propriedades rurais, as unidades de produção agrícola giram em torno de apenas 800. Essa diferença se deve ao processo de desmembramento de pequenas propriedades com fins não agrícolas, como chácaras de lazer e moradias rurais, surgidas a partir dos anos 1970.
O processo inicial de industrialização em São Carlos e, de modo geral, no Brasil, é tributário da acumulação de capitais gerada pela cultura cafeeira no Estado de São Paulo no final do século XIX e início do século XX. No anos 1940, a industrialização em São Carlos é marcada pela substituição das importações, em paralelo à Segunda Guerra. Ocorreria, inclusive, o florescimento de algumas atividades surgidas na década anterior, chamadas "indústrias da crise", como a indústria leiteira e, especialmente, a têxtil, a qual contava com integração vertical. São Carlos passou a ser conhecida, portanto, como um núcleo industrial de relativa importância, apesar da influência da capital. Assim como no meio rural, a maioria das grandes indústrias passara a ser administrada da capital, enquanto, na cidade, restava um grande números de pequenos e médios empresários de origem imigrante.

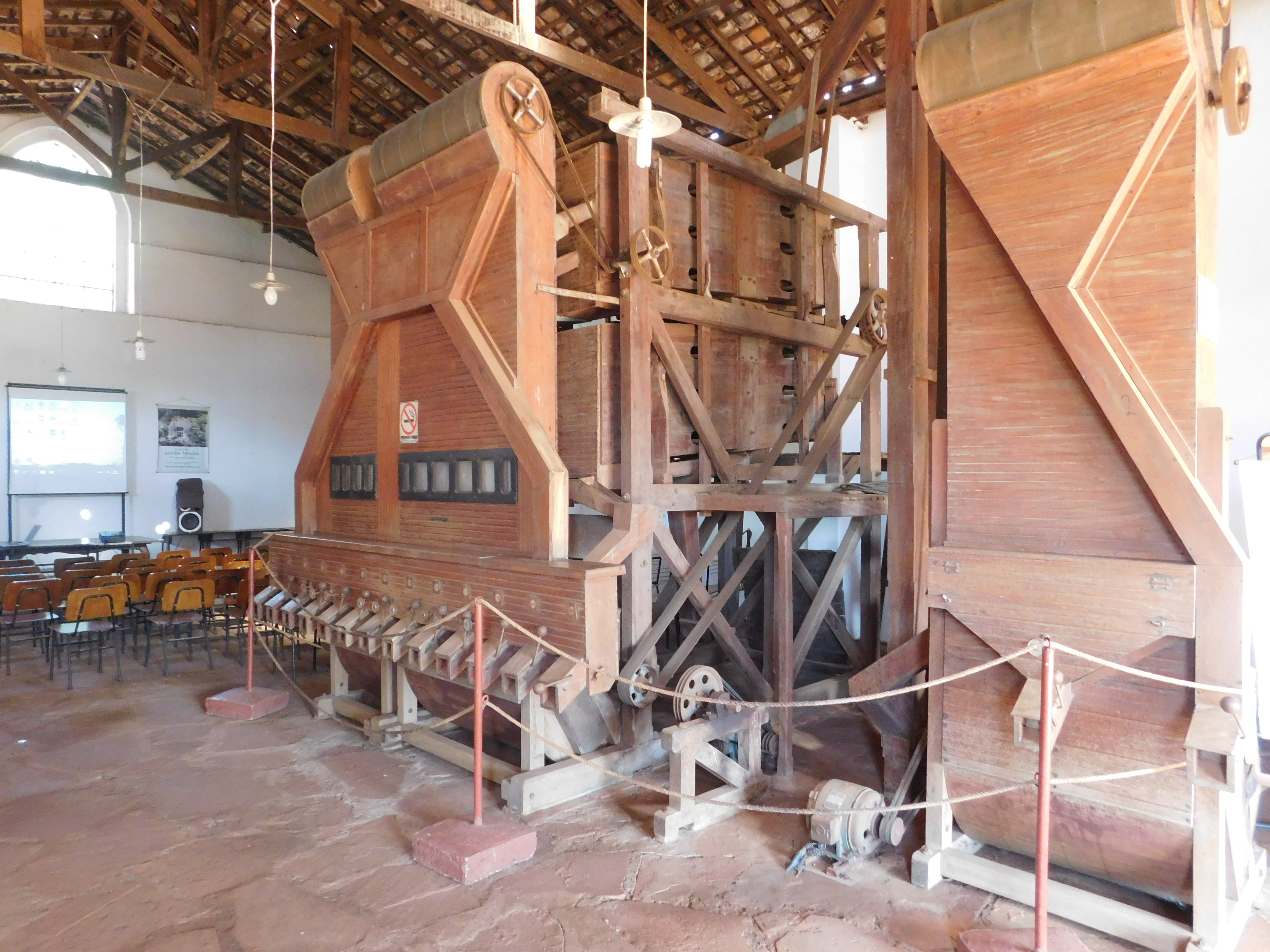
Máquina beneficiadora de café, numa tulha da fazenda Santa Maria do Monjolinho.

No pós-guerra, entretanto, a maioria das indústrias têxteis locais, com maquinário obsoleto, foi facilmente superada pelas indústrias de países desenvolvidos. Além disso, a partir de meados dos anos 1950, com um capitalismo mais maduro no Brasil, as indústrias dos imigrantes empresários passam a enfrentar dificuldades, seja pela gestão de padrão tradicional, seja pela rejeição à inserção dos imigrantes no meio político das elites rurais. Isso seria compensado em parte, pela instalação da Tapetes São Carlos, e a fábrica de conservas da Hero, casos singulares por terem se aproveitado de vínculos importantes com o exterior, importando tecnologia, embora se tratem de empresas de capital nacional. Aliás, no período, as únicas indústrias locais processadoras de alimentos, com porte razoável, seriam a Cooperativa de Laticínios, e a Hero.
Nos anos 1950, o grupo Pereira Lopes, com a fábrica Climax, produtora de refrigeradores, teria influência econômica e política decisiva sobre a cidade. Nos anos 1960, outra enorme empresa, igualmente pioneira no Brasil, seria construída pelo grupo, a CBT, fábrica de tratores. Essa seria a primeira fase de industrialização pesada em São Carlos. Apesar de ter havido uma retomada do crescimento industrial na cidade nos anos 1950, nas duas décadas seguintes acentuou-se novamente o processo de concentração da industrialização na metrópole, causando grande concorrência. Na década de 1980, entretanto, o processo de interiorização da indústria paulista, iniciado nos anos 1970, se intensificou. São Carlos hoje tem um perfil industrial ativo, possuindo unidades de produção de várias empresas multinacionais. Destacam-se entre as grandes unidades industriais, as fábricas da Volkswagen, Faber-Castell, Electrolux, Tecumseh do Brasil, Husqvarna, Toalhas São Carlos, Tapetes São Carlos, Papel São Carlos, Prominas Brasil, Opto Eletrônica, Latina, Sixtron Company. A cidade possui ainda o LATAM MRO, localizado na antiga fábrica da Companhia Brasileira de Tratores (CBT).

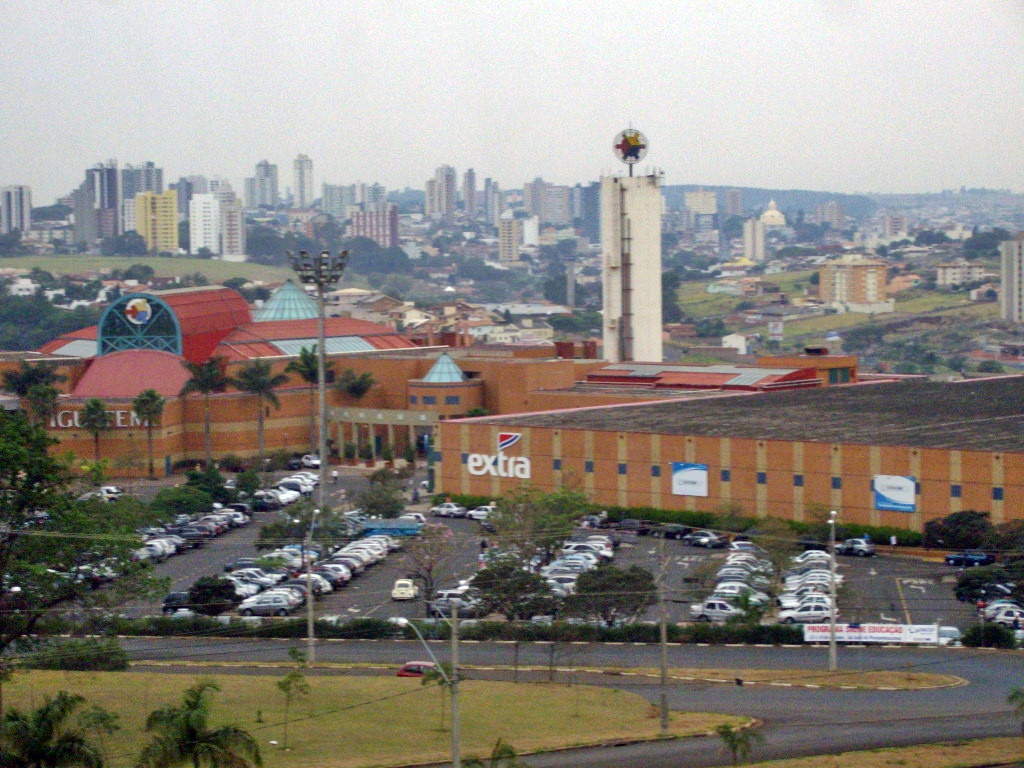
Visão do Iguatemi São Carlos.

Nos anos 1990, houve um crescimento da oferta de serviços pelo setor terciário na cidade, não apenas nos setores tradicionais, mas também naqueles mais capital-intensivos e utilizadores de mão-de-obra qualificada, como os serviços de telecomunicações, informática, pesquisa e desenvolvimento, e publicidade. A oferta desses serviços, caracteristicamente concentrados na metrópole, teve um aumento devido à reestruturação do setor industrial local, havendo um incremento de tecnologia no processo produtivo, ampliando a demanda por tais serviços. Também nos anos 1990, houve a instalação de algumas cadeias de magazines de projeção nacional. Em 1997, foi inaugurado o primeiro shopping, o Iguatemi, direcionado ao consumo da classe média alta. Diante dessas novas formas de comercialização, o comércio tradicional teve de se reorganizar. Atualmente, as principais atividades econômicas da cidade, em termos de números de estabelecimentos, são: o comércio varejista, o setor de alimentação, o comércio e reparação de veículos, e atividades de atenção à saúde humana. Apesar de terem ocorrido recentes modificações socioespaciais em São Carlos, ainda hoje as agências bancárias prevalecem no centro. A característica educacional dá à cidade ainda outro título: "Atenas Paulista". Isto faz de São Carlos um importante polo tecnológico, educacional e científico.

## Infraestrutura

### Educação, ciência e tecnologia

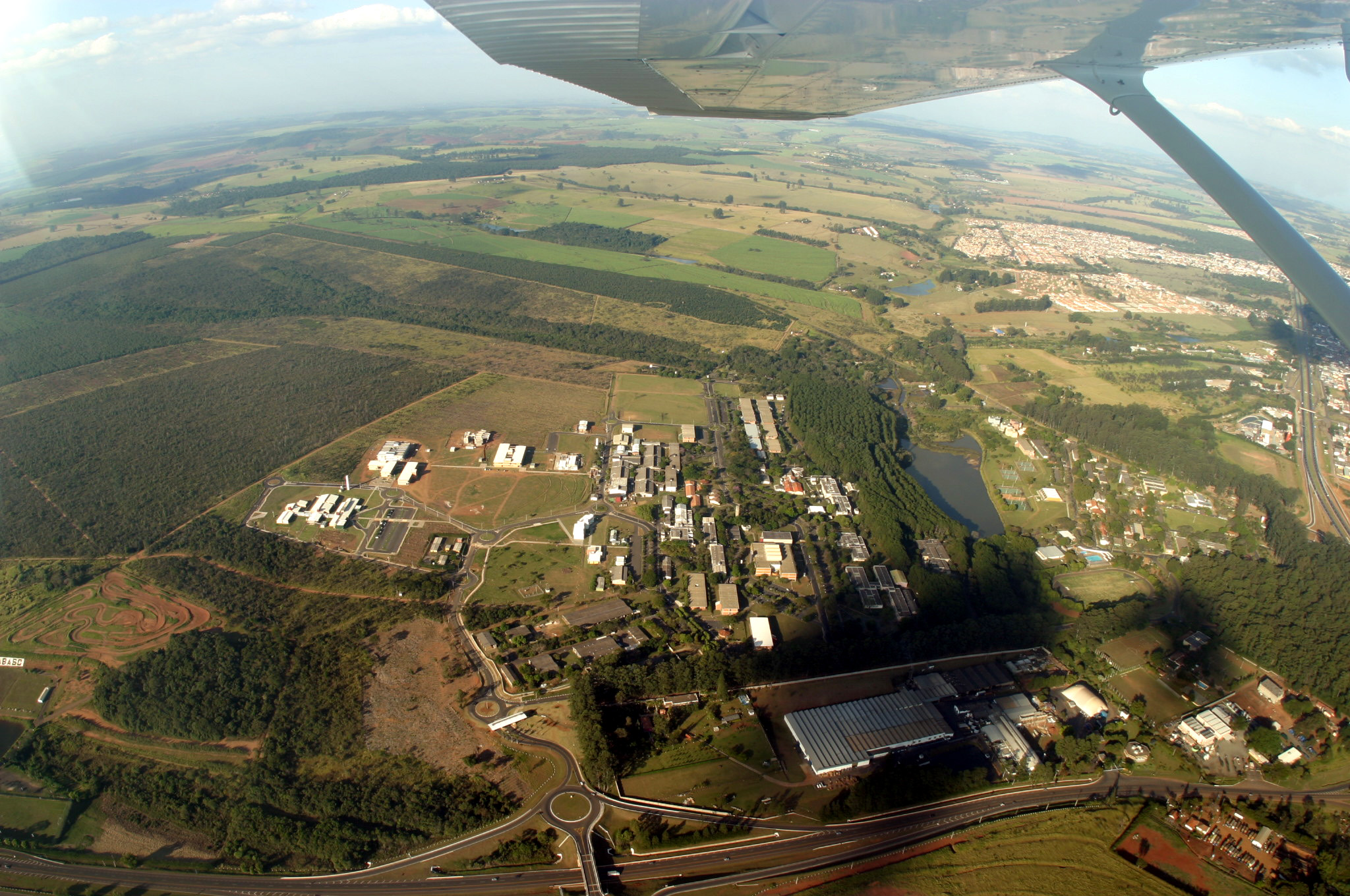
Fotografia aérea do campus da Universidade Federal de São Carlos.

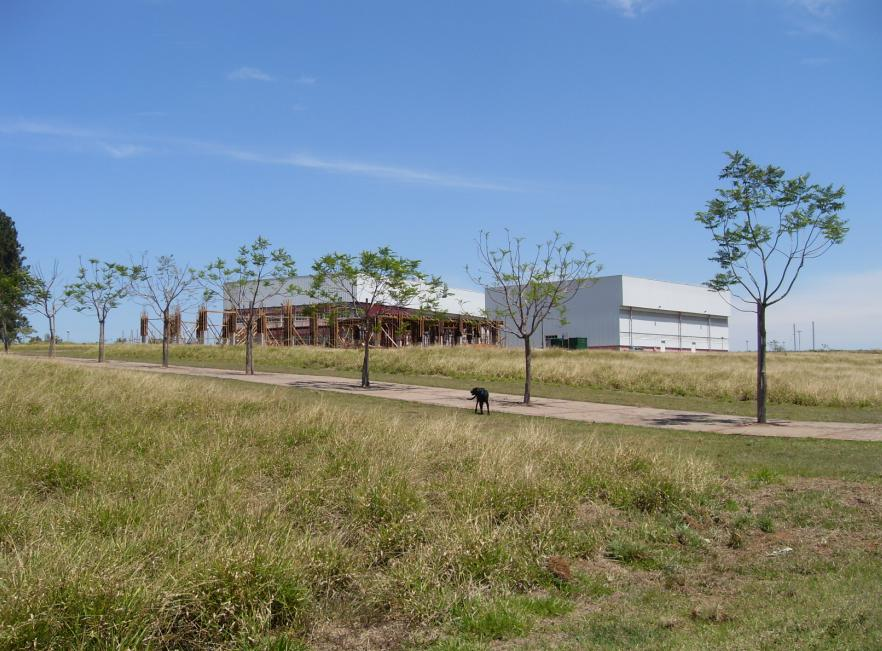
Prédios da Engenharia Aeronáutica, na Universidade de São Paulo em São Carlos.

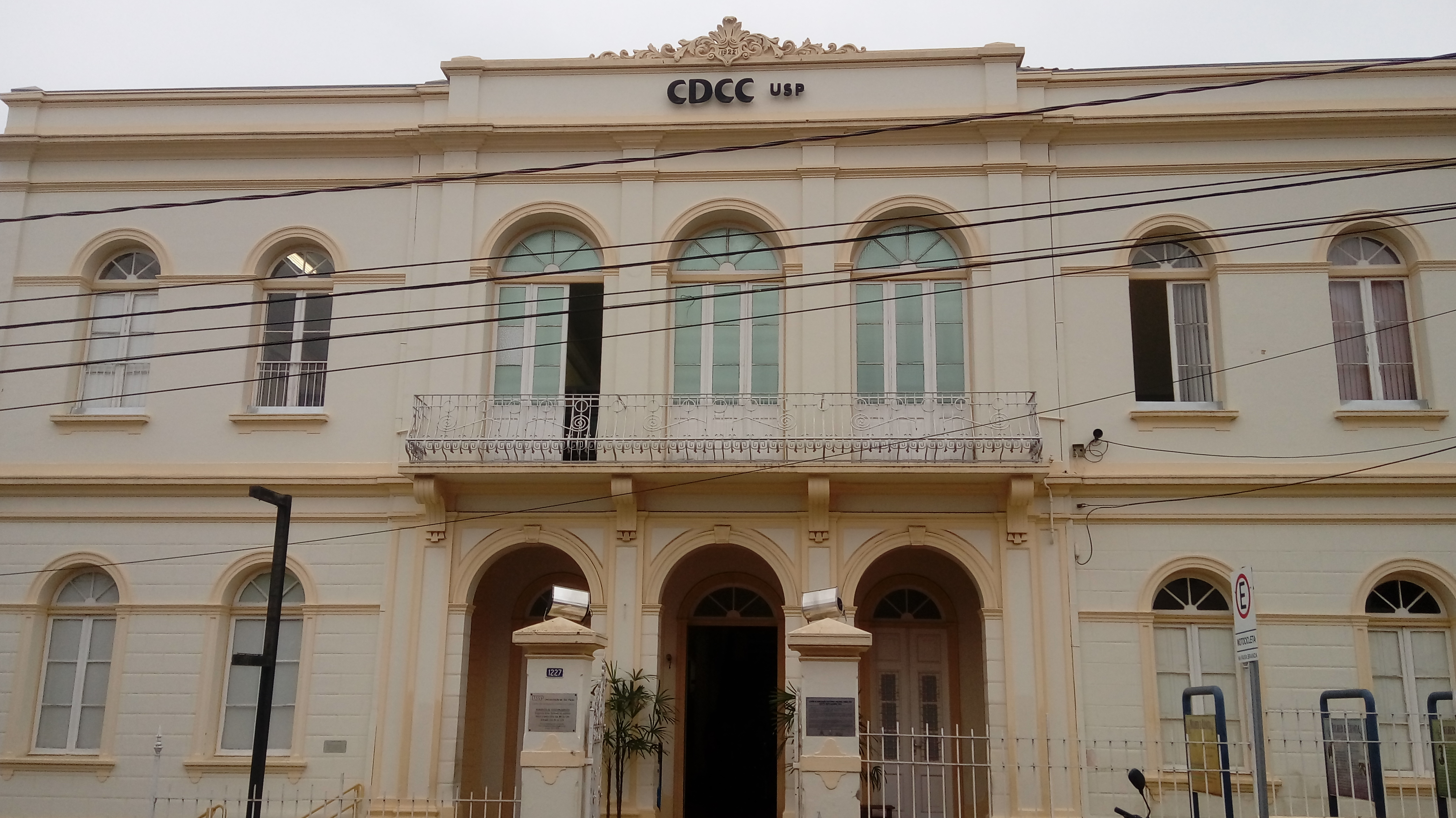
Fachada do Centro de Divulgação Científica e Cultural da USP.

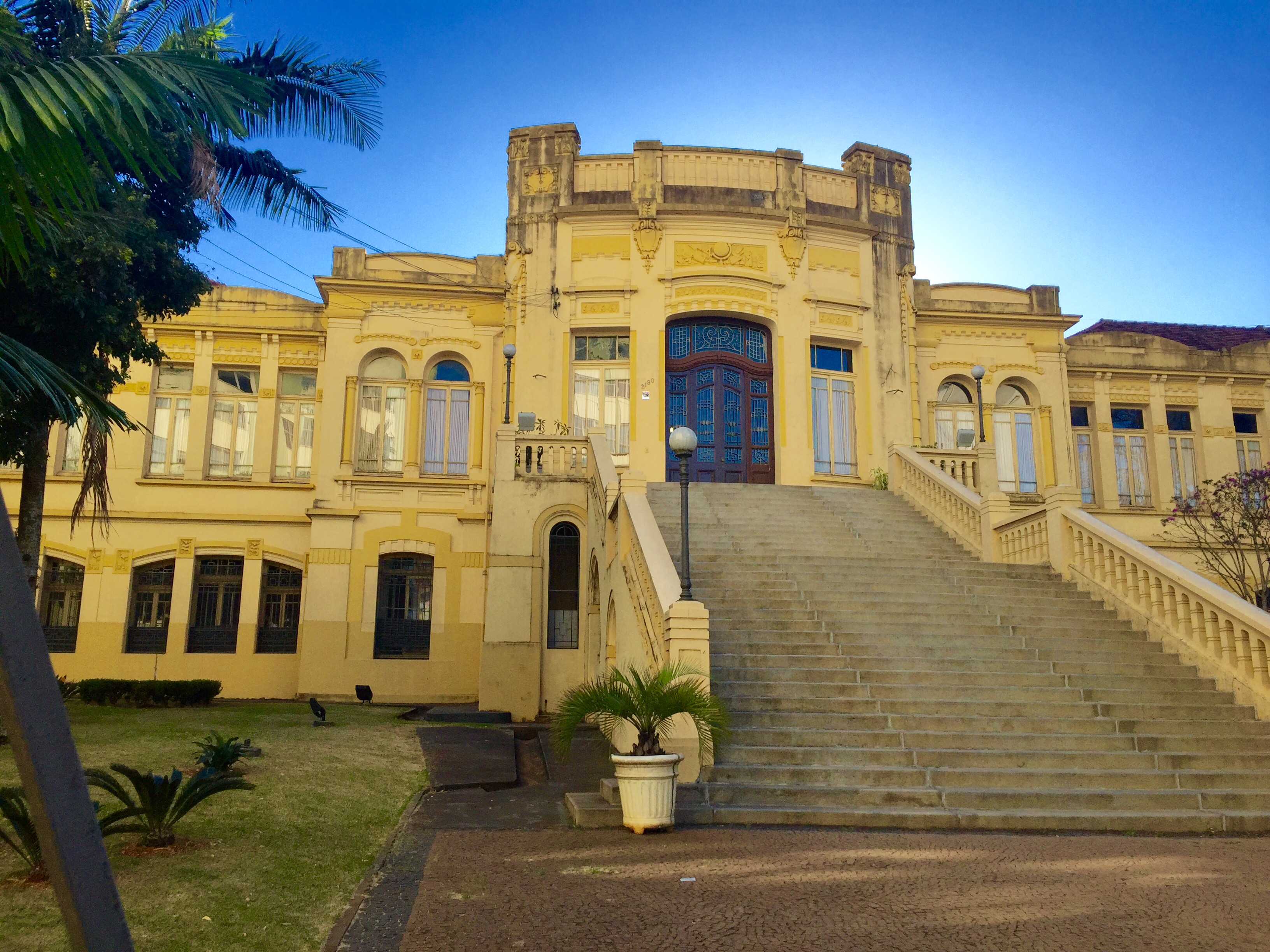
Escola Dr. Alvaro Guião.

A história de São Carlos como centro educacional data do início do século XX. Em 1911, é fundada a Escola Normal Secundária, estadual, voltada para a formação de professores. Inicialmente abrigada num prédio próximo à Estação Ferroviária, teve seu prédio novo inaugurado em 1916. Com a extinção das Escolas Normais, a instituição passou a ser uma escola de ensino básico, atual Escola Estadual Álvaro Guião. Em 1914, é instalada uma efêmera "Escola de Pharmacia". Outro estabelecimento importante da época foi a Escola Profissional Secundária Mista, fundada nos anos 1930, também chamada Escola Industrial, atual ETEC Paulino Botelho.
Quanto ao ensino primário, em 1858 foi instituída a primeira cadeira de ensino de primeiras letras para o sexo masculino e, em 1862, para o sexo feminino. Em 1905, é fundado o Colégio São Carlos, privado, pelas Irmãs Sacramentinas, inicialmente no Palacete Conde do Pinhal, passando para a sede própria em 1914. Os primeiros Grupos Escolares, estaduais, foram o Paulino Carlos (1901-1904, na Praça Coronel Salles), o Eugênio Franco (1919, no prédio antes usado pela Escola Normal), o do Centenário (1922, na Avenida; posteriormente rebatizado Arlindo Bittencourt e movido para a Vila Monteiro), o Bispo Dom Gastão (1934, na Vila Prado) e o Professor Luiz Augusto de Oliveira (1934, na Vila Monteiro). Na reforma do ensino paulista dos anos 1920, a cidade passou a sediar uma das quinze Delegacias de Ensino então criadas, hoje Diretorias. O ensino secundário só seria expandido a partir dos anos 1960 e 1970, pelo governo estadual. Na década de 1980, cresce a educação infantil, por parte da esfera municipal. Nos anos 1990, tem início a municipalização do ensino fundamental estadual, em especial o ciclo inicial.
Atualmente, a cidade destaca-se pela presença de instituições de pesquisa voltadas à alta tecnologia. Possui grande número de empresas e centros tecnológicos, desenvolvidos em torno de duas das mais destacadas universidades do país: a Universidade de São Paulo (USP, estabelecida na cidade nos anos 1950, com a Escola de Engenharia de São Carlos-EESC, contando hoje com dois campi), e a Universidade Federal de São Carlos (UFSCar, fundada em 1968). A USP se instalou inicialmente no prédio da Sociedade Dante Alighieri (atual CDCC), depois se transferiu para o local do antigo Posto Zootécnico, enquanto a UFSCar foi instalada na antiga Fazenda Trancham. Além destas duas universidades, São Carlos possui outras entidades públicas de pesquisa, ensino superior ou profissional, como a Empresa Brasileira de Pesquisa Agropecuária (Embrapa, com duas unidades, estabelecidas em 1974 e 1984, sendo que a primeira se originou de uma estação experimental do Ministério da Agricultura, de 1935), o Instituto Federal de São Paulo (IFSP, instalado em 2008), e uma FATEC (2014). Dentre os estabelecimentos privados de ensino superior ou profissional, estão o Senai (1951), o Senac (1951), o Centro Universitário Central Paulista (UNICEP, antiga Asser, de 1972), Atheneu (2005), o Instituto de Educação e Tecnologia de São Carlos (IETECH, 2012), e um polo da Universidade Virtual do Estado de São Paulo (Univesp, 2018).
A cidade também contava com a Escola Técnica de Comércio (1919-1963), a Faculdade de Comércio D. Pedro II (1928-1963), Escola Técnica de Química Industrial (1960-63), o Liceu José Geraldo Keppe (1963-1974), a Escola de Educação Física (EEFSC, 1949-1996), a Escola de Biblioteconomia e Documentação (EBDSC, 1959-1996), a FADISC (1962-2012, privada). A EEFSC e a EBDSC, inicialmente privadas, foram municipalizadas em 1976, sendo absorvidas pela Fundação Educacional São Carlos (FESC), e posteriormente federalizadas nos anos 1990, incorporadas pela UFSCar.
Dentre alguns intelectuais ligados à cidade e suas universidades, estão: o filólogo Amadeu Amaral, que residiu na cidade, onde realizou parte de seus estudos sobre o dialeto caipira; Euclides da Cunha, o qual acompanhou a construção da escola Paulino Carlos, tendo concluído a primeira versão de sua obra Os Sertões enquanto residia na cidade; o médico veterinário Antônio Teixeira Viana, desenvolvedor da raça de gado Canchim; o químico Mário Tolentino, com trabalhos sobre o ensino de ciências; o físico Vanderlei Bagnato, membro da Pontifícia Academia das Ciências, especialista em óptica; o casal Sérgio Mascarenhas e Yvonne Primerano Mascarenhas, pioneiros da ciência dos materiais e da cristalografia no país, respectivamente; o sociólogo e político Florestan Fernandes, referência na sociologia brasileira, cidadão honorário; o filósofo Bento Prado Júnior, dedicado ao problema da subjetividade; o filósofo José Arthur Giannotti, natural da cidade, especialista em filosofia da lógica; e o escritor Deonísio da Silva, professor da UFSCar por mais de vinte anos.

### Segurança pública
Em 1857, criado o Distrito de Paz, São Carlos recebeu uma subdelegacia de Polícia Civil. Logo, o Distrito de Paz se tornou Freguesia (1858), depois Vila (1865). Em 1866, cria-se o Termo de São Carlos e, em 1880, cria-se uma Comarca judicial na cidade. Em 1882, com a instalação efetiva da Comarca, São Carlos recebeu um destacamento policial. À época, as forças policiais militarizadas do Estado de São Paulo (futuramente, Força Pública, em 1901) eram compostas pelo Corpo Policial (da capital, atual Polícia Militar), pela Companhia de Urbanos (da capital), e pelo Corpo de Polícia Local (interiorano, extinto em 1888, recriado em 1897 como Corpo de Guardas Cívicos do Interior). A Força Pública era composta por oficiais e praças, e subordinada ao Chefe de Polícia estadual. Em 1898, a cidade era uma das dez sedes da Guarda Cívica do Interior, logo renomeada Corpo Policial do Interior.
De início, a cidade, contava apenas com delegados e subdelegados de Polícia Civil, de soldados (praças) da Força Pública, além do comandante do destacamento (que poderia ser um cabo, furriel, ou sargento, todos patentes de praças). Não havia, porém, nenhum oficial. Havia também a Guarda Nacional da comarca, organizada em batalhões e cavalarias, contando com coronéis, majores, capitães, etc., no entanto, tais patentes, desde a década de 1870, tinha caráter mais nobiliárquico que militar, sendo concedida ou comprada pelos grandes fazendeiros locais. Com a urbanização, e posteriormente, a atuação da quadrilha Mangano, no final do século XIX, houve um aumento na demanda de praças na cidade. Mais tarde, com algumas reformas a partir de 1905 na Polícia Civil e na Força Pública, haveria um profissionalismo relativamente maior nessas instituições, no sentido de afastamento da polícia dos interesses dos poderosos locais. Em 1900, é inaugurado o edifício que serviu como cadeia pública e sede do destacamento policial. Na década de 1930, a Força Pública atuaria em conjunto com voluntários civis na Revolução Constitucionalista de 1932.
Nos anos 1950, com a aceleração das mudanças socioeconômicas no país, há uma mudança nos padrões de criminalidade e violência. Em 1952, o Corpo de Bombeiros inicia suas atividades na cidade. Junto à sede dos bombeiros, na esquina da Rua Bento Carlos, funcionava também a nova cadeia pública e a delegacia de Polícia Civil. Em 1976, o edifício se torna sede da nova 4ª Cia. (São Carlos) do 13° Batalhão da PM de Araraquara. Em 1989, a 4.ª Cia. se torna o 38.º Batalhão de São Carlos. Mais tarde, é inaugurado um novo edifício para cadeia (agora centro de triagem) e para a sede da Seccional da Polícia Civil, conhecido informalmente como "Marron Glacê". Nos anos 1980, durante a redemocratização, houve um crescimento, no país, das taxas de criminalidade, inclusive do crime organizado ligado ao narcotráfico. Nos anos 1990, cresceram conflitos com desfecho fatal, como chacinas e linchamentos. No caso de São Carlos, houve importantes atentados contra policiais militares em 2006 e em 2012, além de uma chacina também em 2012. Nas últimas décadas, paralelo ao surgimento de condomínios fechados na cidade, houve um aumento dos serviços de segurança privada.
Em 2010, próximo ao Marron Glacê, é criada a nova sede da 1.ª Cia. e Força Tática do 38.º Batalhão da Polícia Militar do Interior, formando, em conjunto, o Complexo de Segurança e Defesa do Cidadão. Atualmente, a segurança pública no município é exercida pela Polícia Civil através da Seccional de Polícia de São Carlos do Departamento de Polícia Judiciária de São Paulo Interior (DEINTER 3, em Ribeirão Preto), possuindo: cinco distritos policiais em São Carlos, cada qual com uma delegacia; sete outros Distritos em cidades que pertencem a região da Seccional; uma Delegacia da Mulher; DISE; Garra; DIG; Superintendência Polícia Técnico Científica (EPML); IML e 26.ª Ciretran.
Pela Polícia Militar, através do 38º Batalhão de Polícia Militar do Estado (São Carlos) do CPI-3 (Ribeirão Preto), a cidade é parte de uma das 4 Companhias distribuídas nas cidades da região do Batalhão, sendo elas: 1.ª Cia São Carlos e (Cia Força Tática); 2.ª Cia Ribeirão Bonito (com pelotões em Dourado e Ibaté); 3.ª Cia Descalvado (com pelotão em Santa Rita do Passa Quatro); 4.ª Cia Porto Ferreira, além da Cia Força Tática que fica na cidade de São Carlos e de um Pelotão da 1.ª Cia do 3.º BPRv Polícia Rodoviária. O Corpo de Bombeiros através do 3º Sub-Grupamento de São Carlos (SGB), que pertence ao 16.º Grupamento de Bombeiros de Piracicaba (GB), possuindo 3 unidades no município. Também há a Guarda Municipal de São Carlos, criada em 2001 em substituição à antiga Guarda Noturna, possuindo 5 Grupamentos e o Serviço de Vigilância Patrimonial, além da Defesa Civil, criada em 2005.

### Saúde
A história da atenção à saúde na cidade pode ser periodizada da seguinte maneira:
- 1857-1887: época das farmácias e dos manuais de medicina popular, como o Chernoviz; primeira farmácia (de Luiz Carlos, 1866); epidemia de varíola (1874).

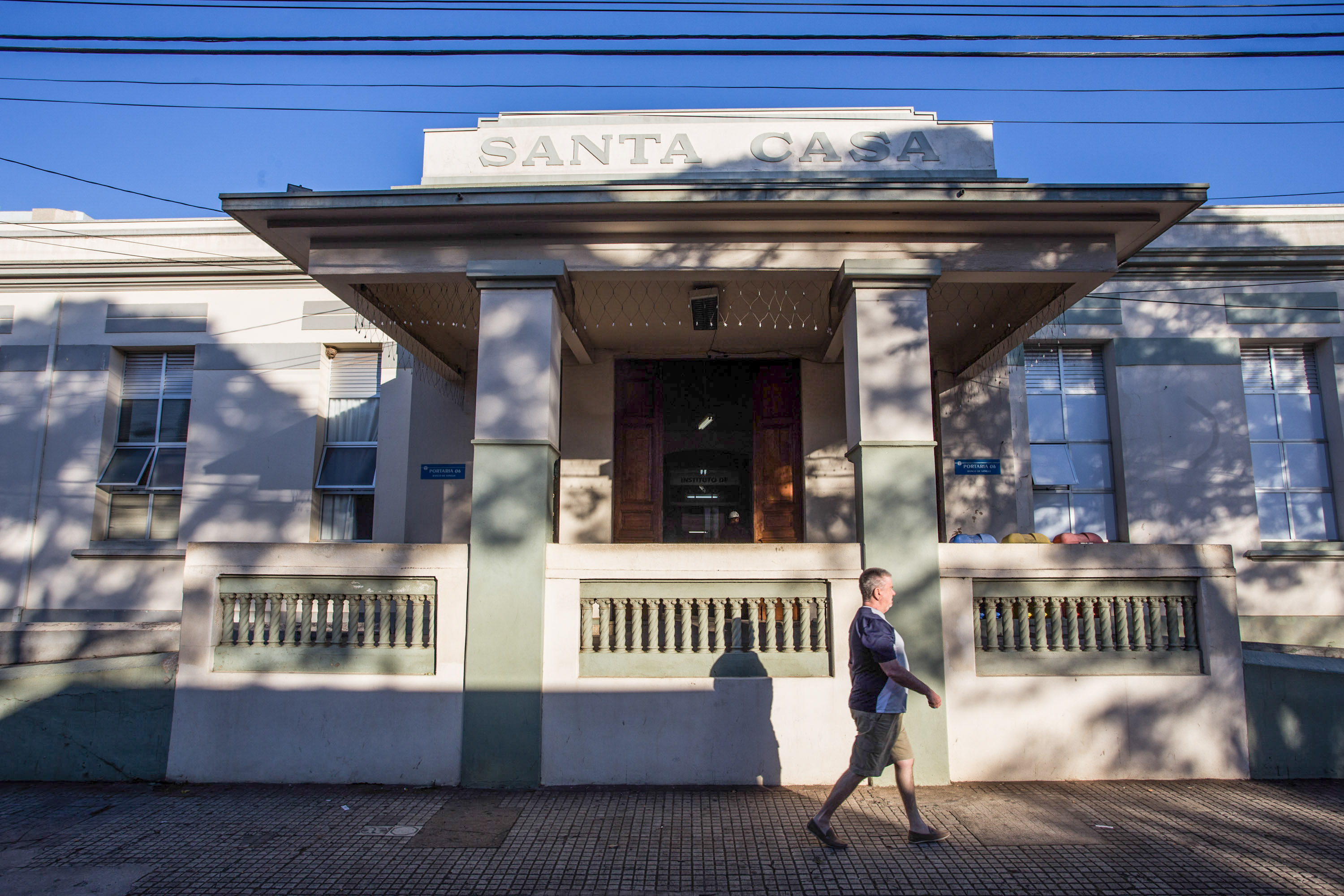
Santa Casa de São Carlos - "Clínicas".

- 1888-1930: criação do Lazareto Municipal (1888-1893, reativado em 1896-1898); peste bubônica (1889); epidemia de febre amarela (1894 e 1896); instalação da Santa Casa (1899); Hospital dos Lázaros da Villa Hansen (1907); Serviço de Combate ao Trachoma e Ankilostomiase (1911); Vila de São Vicente (1911);[220] Casa de Saúde (1912, apenas planejada; se tornou a Escola Industrial); Escola de Pharmacia (1914); gripe espanhola (1918); Delegacia Regional de Saúde (1918, estadual, no local do antigo Posto de Hygiene, municipal); Asilo de Mendicidade Maria Jacinta (1922, atual Cantinho Fraterno);[221] antigo Centro Regional de Saúde (1926, estadual, junto à Delegacia); primeira ambulância da cidade (anos 1920).
- 1931-1950: Dispensário de Tracoma (1944) e de Tuberculose (1946, no local da atual Vigilância Sanitária).
- 1951-1970: Maternidade Dona Francisca (1951); SAMDU (1953); Posto de Puericultura (1957); Posto de Hidratação (1958, na Creche Anita Costa); Laboratório Adolfo Lutz (1962-2006, no local da antiga Delegacia de Saúde; atual Procuradoria); unificação dos Institutos de Aposentadorias e Pensões (IAPI, IAPB, IAPC, IAPFESP, IAPETEC e SAMDU) no INPS (1967, na Casa dos Ferreira; mudado nos anos 1970 para o prédio do INSS); Casa de Saúde (1968); Pronto Socorro Municipal da Avenida (1968-2009, no local da antiga escola Centenário); Ambulatórios do Sesc e do Sesi.
- 1971-1980: Centro de Saúde (1971, estadual; atual CEME, concentrou os Dispensários); Unimed (1971); expansão da Santa Casa (1975); Laboratório Pasteur (anos 1974, privado, não o estadual).
- 1981-1990: primeiros Postos de Saúde ou UBSs (1984).
- 1991-2000: implantação do SUS, com resistência inicial; início da municipalização da saúde (1993-8).
- 2001-presente: Banco de Leite (2001); CAPS (2002); reorganização administrativa municipal (2003); SAMU (2006); Hospital Universitário (2007; EBSERH, 2014); primeiras UPAs (anos 2010).

### Energia e saneamento
A cidade dispõe de energia elétrica e iluminação pública desde 1893, com a construção da Usina Hidrelétrica Monjolinho, a primeira do estado. A distribuição era feita pela Companhia Luz Electrica de São Carlos, adquirida em 1907 pela Companhia Paulista de Eletricidade. Esta última, por sua vez, foi comprada em 1973 pela CPFL. Atualmente, a energia elétrica do município provém do Sistema Interligado Nacional (SIN), enquanto a distribuição é feita pela CPFL Paulista, da CPFL Energia, empresa hoje privada. A distribuição de gás canalizado, disponível apenas em parte da cidade, é feita, por concessão, pela GásBrasiliano, do Grupo Petrobras, desde os anos 2000.
As primeiras obras de canalização de água, no Biquinha, datam de 1890, enquanto as de esgoto foram feitas apenas em 1903. Nos anos 1920, existiu uma estação de tratamento de esgoto, na região do atual Sesc. Atualmente, os serviços de abastecimento de água e esgotamento sanitário são feitos pelo SAAE, empresa municipal autárquica de 1969. Dados da cobertura dos serviço: rede de água (100% da população); rede de esgoto (98% da população, a rede possui aproximadamente 300 km de extensão) e tratamento de esgoto (98% da população). A água de abastecimento da cidade provém, principalmente, de duas fontes: captação superficial, no córrego Espraiado (afluente do Monjolinho, na área norte) e no ribeirão Feijão (na área sul) e captação subterrânea, que retira a água do Aquífero Guarani. Há também, entretanto, diversos poços caipiras (ligados a lençóis freáticos) e artesianos (ligados ao Aquífero Guarani) privados. Existem duas Estações de Tratamento de Água (ETAs, na Vila Pureza, de 1959, e no CEAT, de 2000), além de três Estações de Tratamento de Esgoto (ETEs, em São Carlos, de 2008, Água Vermelha e Santa Eudóxia). Em 2008, foi construída uma Estação de Tratamento de Efluentes (ETE), que foi entregue à população em 1 de dezembro, semelhante à Piçarrão de Campinas, o projeto são-carlense foi concebido pelo Departamento de Hidráulica e Saneamento da Escola de Engenharia de São Carlos da Universidade de São Paulo (EESC-USP).[carece de fontes?] A localização da estação faz fronteira ao norte pelo rio Monjolinho, ao sul pela estrada Cônego Pera e a leste com a antiga ferrovia. O sítio tem 13 alqueires, ocupados por pasto, sem a existência de plantações temporárias ou permanentes, cuja declividade média é de 9% na direção leste-oeste e altitude em relação ao nível do mar. O terreno também apresenta espaço adequado para prováveis adaptações.[carece de fontes?]
A primeira etapa trataria 100% do esgoto gerado no município até o ano de 2012, com uma vazão de 600 litros por segundo. Atualmente  são despejados no rio Monjolinho cerca de 500 l/s. A segunda etapa deveria ser implantada em 2015, prevendo-se o tratamento de 1 000 l/s. Estimando-se uma população de 500 mil habitantes, a terceira etapa deverá ser implementada a partir de 2055, com capacidade de tratar 1 270 l/s. "A principal vantagem deste sistema é o seu caráter modular, em que a construção de novas unidades dependerá do aumento populacional da cidade ao longo dos anos, reduzindo significativamente o custo da obra".[carece de fontes?] Quanto aos resíduos sólidos, as primeiras leis regulamentando a "higiene pública", isto é, a questão do lixo e da limpeza, datam de 1890. De meados do século XX até os anos 1990, o local destinado para a deposição final dos resíduos sólidos ficava no Sítio Santa Madalena, na região sul, funcionando como um lixão, o qual seria transformado em 1988 num aterro controlado, desativado em 1996. Em 1994, iniciara a deposição num aterro sanitário, licenciado, na Fazenda Guaporé, região norte. Em 2007, estando o aterro próximo do esgotamento, parte do lixo passou a ser destinado à cidade de Guatapará. Em 2013, foi inaugurado um novo aterro, localizado na região oeste. Em 2002, teve início o serviço de coleta seletiva de recicláveis secos, embora de forma limitada. Outros serviços, como a recuperação de resíduos (reciclagem, reutilização, compostagem de orgânicos) são, também, insuficientes ou inexistentes. Ainda está em elaboração um Plano Municipal para a gestão de resíduos sólidos.

### Transportes

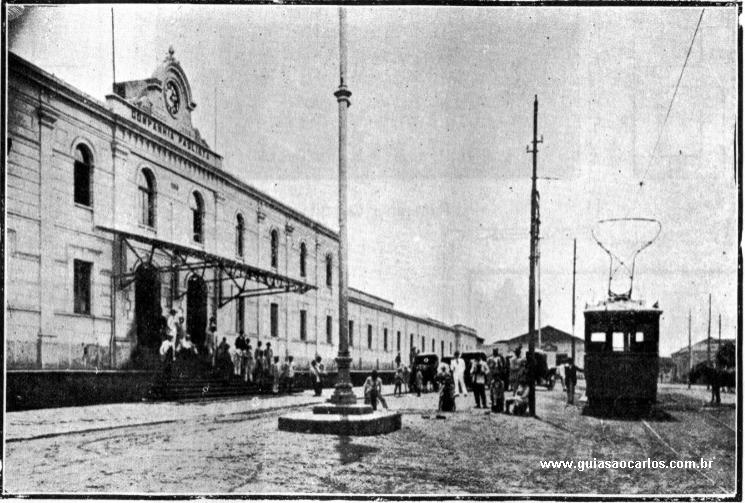
Estação de São Carlos em 1918.

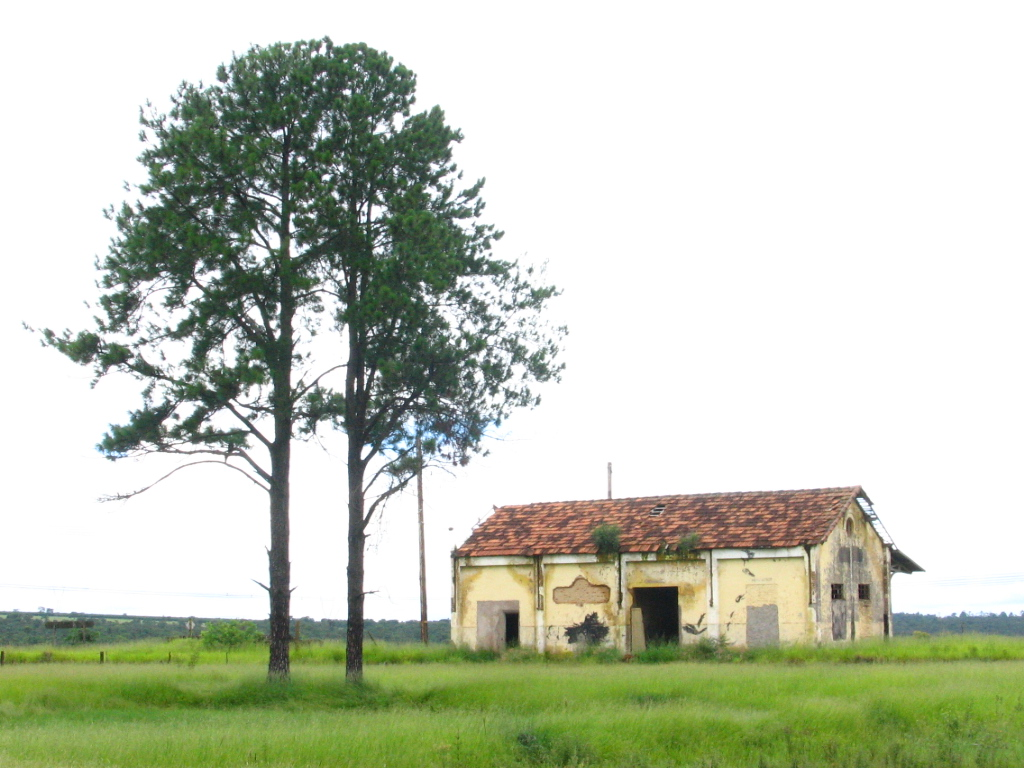
Estação Visconde do Rio Claro (1922–1977), entre Itirapina e São Carlos.

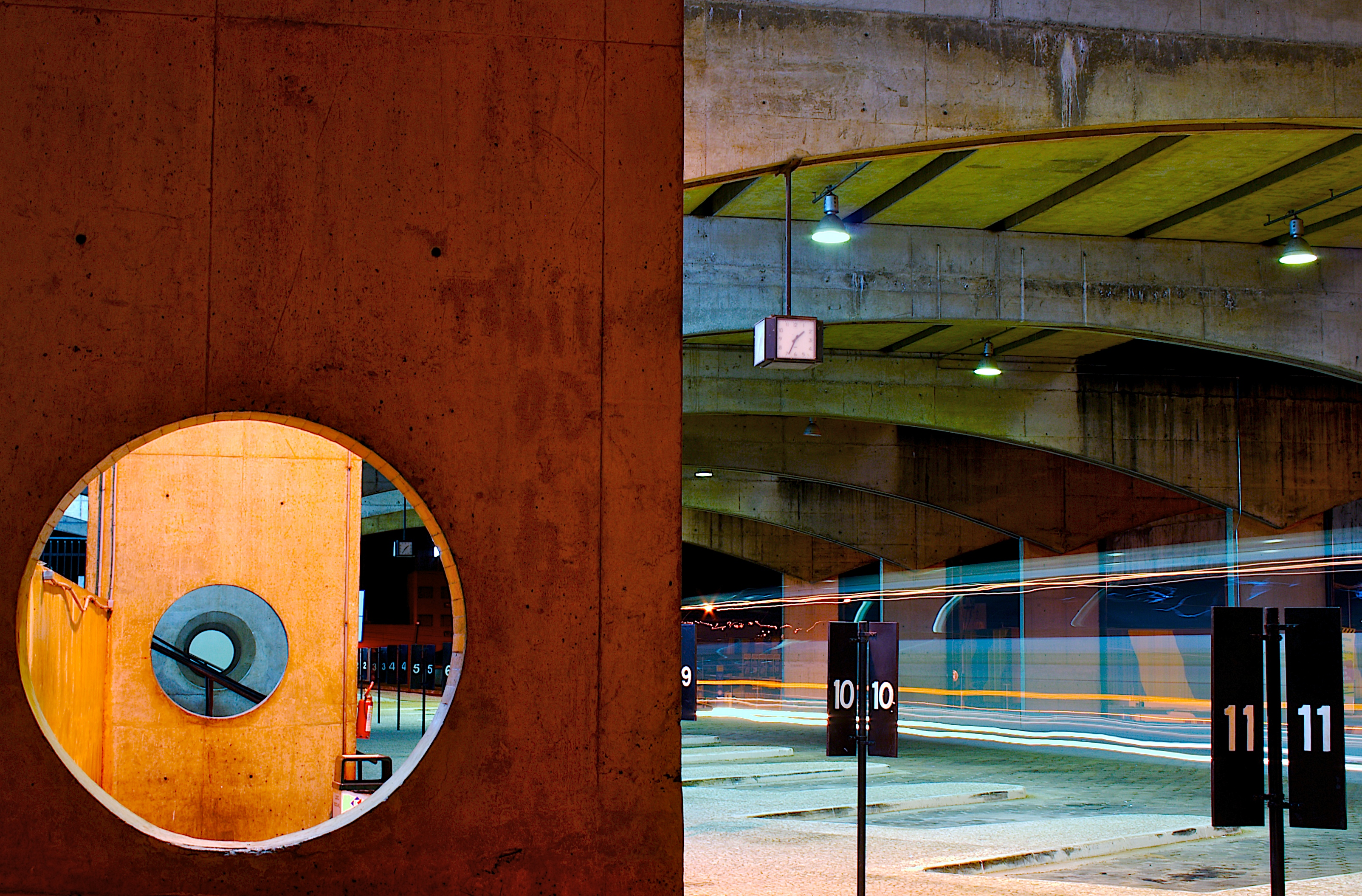
Terminal Rodoviário.

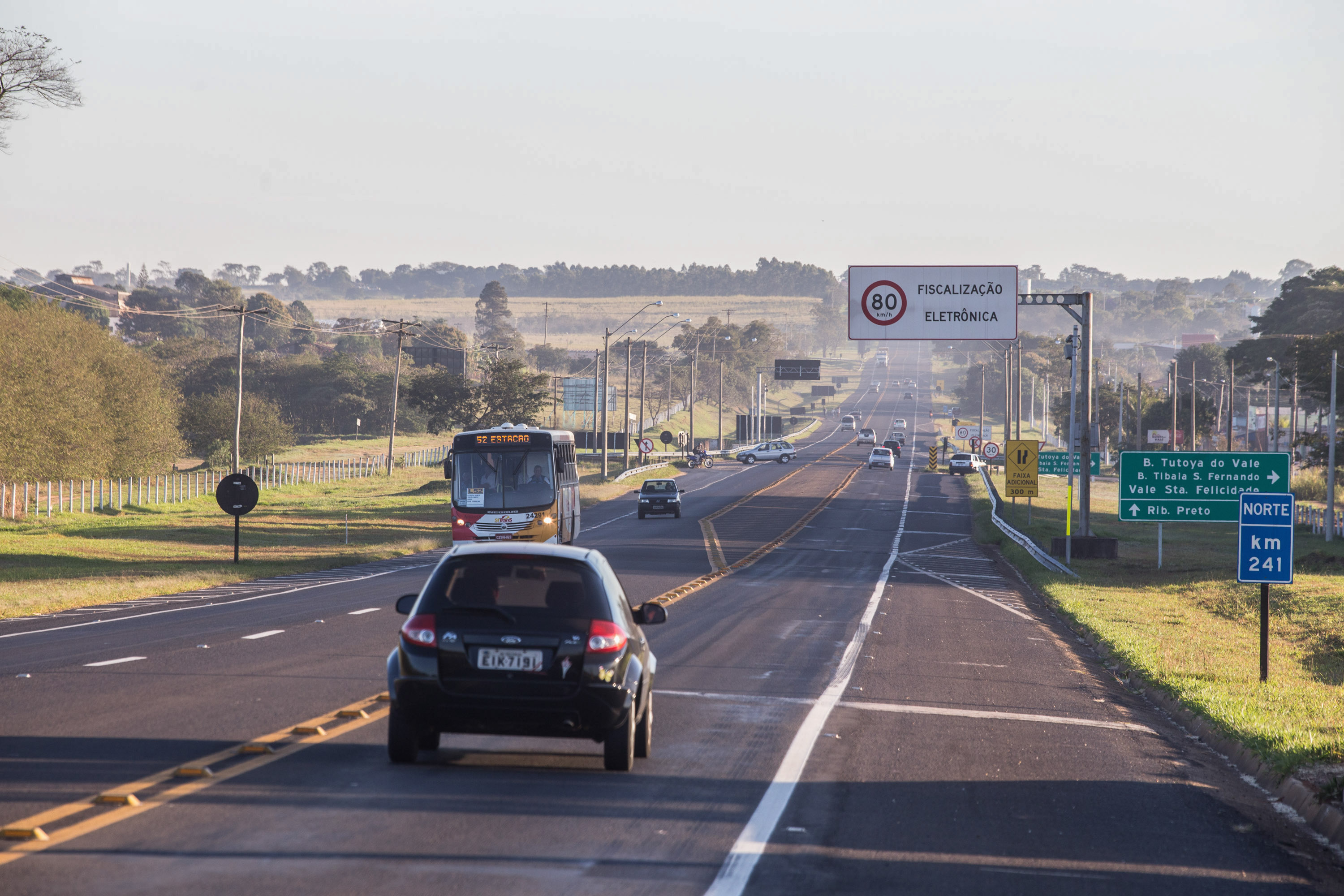
Rodovia Eng.º Thales Peixoto (SP-318), que liga São Carlos a Ribeirão Preto.

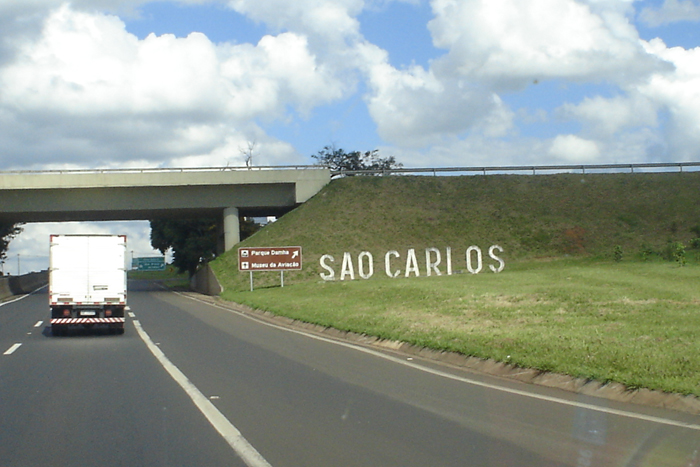
Rodovia Washington Luís (trevo norte – sentido sul).

São Carlos surgiu a partir de sesmarias criadas ao longo do antigo Picadão de Cuiabá. Com a descoberta de ouro em Goiás no século XVII, foi criado o Caminho de Goiás, ligando a cidade de São Paulo à região das minas, passando por terras das atuais cidades de Campinas, Jundiaí, Mogi Mirim, Mogi Guaçu, Cajuru, Batatais, Franca e Ituverava. No século XVIII, foi criado um novo caminho, mais a oeste, o Picadão de Cuiabá, que passava por terras de Sorocaba, Itu, Piracicaba, Rio Claro e os chamados "sertões de Araraquara", região que incluía terras de São Carlos. O Picadão de Cuiabá inseriu a região em uma rota comercial, e também foi usado para o tráfego de tropas durante a Guerra do Paraguai. Na intersecção com o córrego do Gregório, surgiu o primeiro povoado de São Carlos. As terras de São Carlos eram cortadas pela estrada desde 1799, vindo de Porto Feliz, atravessando os campos do córrego do Feijão e a mata densa do Pinhal. Ela passava pelas atuais ruas Raimundo Correa, Episcopal (antiga Santo Ignácio), XV de Novembro, Miguel Petroni (antiga "estrada boiadeira"), e seguia pela estrada velha de Araraquara. A rede ferroviária, ativa desde 1884, atualmente transporta apenas carga, desde 2001.
A primeira empresa de bondes começou a operar na cidade em 1895, e a segunda em 1914. As primeiras jardineiras abertas chegaram em 1915, e as fechadas em 1930. Nos anos 1960, começou a operar uma empresa de peruas, futura Viação Paraty. Em dezembro de 1961, chegou ao fim o contrato com a empresa de bondes, a Companhia Paulista de Eletricidade, que não tinha mais interesse nesse tipo de atividade. O transporte coletivo passa a ser feito exclusivamente sobre rodas, pela Auto Lotação. Nos anos 1970, surgiu a Empresa de Transporte Irmãos Negri, com garagem próxima ao cemitério (utilizada até 2016). Em 1974, a concessão do transporte coletivo passa a ser da Empresa de Transporte Vilela Franco (Etravifra) e, em 1984, da Viação Renascença.
Após mais de 30 anos sem alterações estruturais, em 2001, com a Lei do SiTrans, o planejamento do transporte público passou a ser feito pela prefeitura, e foi realizada uma pesquisa de origem-destino. Em 2004, a concessão do transporte coletivo passou a ser da Athenas Paulista (RMC Transportes Coletivos). e teve início a bilhetagem eletrônica e o sistema de integração. No mesmo ano, foi instituído o Conselho de Usuários de Transportes de Passageiros (Conutransp).
Em 2005, foi aprovado o novo Plano Diretor, no entanto, a cidade continuou a ter expansão desuniforme, criando vazios urbanos prejudiciais à mobilidade urbana. No mesmo ano, é inaugurada o terminal da Estação de Integração Norte, na Rodoviária. Em 2006, é feita uma tentativa de reformulação das linhas, entre 26 de fevereiro e 7 de abril, mas é cancelada por problemas de adaptação por parte da população.
De 2007 a 2010, foram feitos novos estudos de origem-destino, em vista da elaboração de um Plano de Mobilidade Urbana, até hoje não concluído, apesar das exigências da Política Nacional de Mobilidade Urbana de 2012. Em 2008, foi inaugurada o terminal da Estação de Integração Sul, no final da av. Sallum. Em 2011, teve início o Movimento Transporte Justo (MTJSC). Entre 2012-2015, passou a funcionar o aplicativo Bus Alert. Em 2014, houve o fim do contrato da Athenas, mas sem interrupção dos serviços, e sem nova licitação. Em agosto de 2016, a empresa Suzantur passou a operar em caráter emergencial. Nos meses seguintes, foram feitas várias tentativas de licitação, todas suspensas pela Justiça, por irregularidades nos editais. Além disso, a Justiça proibiu a participação da família Cimatti, que operou o transporte público na cidade por décadas, devido a débitos trabalhistas. Em janeiro de 2018, a Suzantur anunciou que interromperia os serviços, devido ao interrompimento do pagamento de subsídios às passagens gratuitas de idosos, deficientes e estudantes. Em seguida, a Prefeitura decretou situação de emergência, determinando intervenção na empresa Suzantur e tomando o transporte público.
Atualmente, existem 65 linhas de ônibus regulares no total: 56 diametrais, 2 linhas circulares que atendem o centro da cidade, 4 linhas periféricas (linhas interbairros que não passam pelo centro da cidade e atendem um shopping center), 3 linhas rurais (ligam o centro a distritos e outras regiões fora do perímetro urbano do distrito sede). Fora as linhas rurais, e a linha 2 (UFSCar x Vila Prado, com frequência de 30 min), as demais linhas têm uma frequência de 1h. A cidade com ainda com 198 linhas especiais, sendo a maioria para bairros próximos a escolas e também para as Universidades em horários matutinos e noturnos, das 06h da manhã às 09 horas e 18:25 á 23:40 da noite. Existem ainda linhas regulares para os distritos de Água Vermelha e Santa Eudóxia e o Varjão. Existem hoje 2 linhas que vão para o C.E.A.T.[carece de fontes?] A cidade não possui terminais urbanos integrados, mas sim dois "terminais de transferência" de ônibus, o da Estação Norte (na Rodoviária) e o da Estação Sul (av. Sallum). A integração tarifária é possível via cartão pré-cadastrado, de forma que se pode tomar dois ônibus pagando-se uma passagem, durante um intervalo de tempo limitado.[carece de fontes?]
São Carlos possui um índice de motorização relativamente alto, com 66 veículos/100 habitantes, o que revela um grande número de viagens de automóvel por habitante, e também acaba refletindo negativamente no transporte público por ônibus e na fluidez. A fluidez insuficiente do sistema viário também está relacionada à descontinuidade do traçado das ruas, devido à ausência de diretrizes viárias durante a abertura de novos loteamentos por várias décadas. Além disso, em 1970, havia sido planejado um anel viário, por meio da implantação de avenidas marginais, o qual se encontra hoje incompleto e embargado, por entrar em conflito com as APPs dos rios e devido à ocupação humana próxima às margens. A frota municipal consolidada no ano de 2020 era de 192 867 veículos, sendo 121 881 automóveis, 32 721 motocicletas, 13 978 caminhonetes, 4 527 motonetas, 7 611 camionetas, 4 033 caminhões, 1 685 utilitários, 775 caminhões trator, 461 ônibus e 489 micro-ônibus.
A primeira via de acesso para veículos entre a capital e município foi construída em 1923, sendo chamada mais tarde Rodovia Washington Luís (SP-310). Ligava São Carlos à atual Rodovia Anhanguera, a qual fazia a ligação Ribeirão Preto–São Paulo. A estrada só seria asfaltada entre 1954 e 1955, tornando-se de fato uma rodovia. O Terminal Rodoviário de São Carlos (prédio de 1982, anterior de 1940), é operada pela Socicam desde 2006.[carece de fontes?]
O município é cortado pela Linha Tronco da antiga Companhia Paulista de Estradas de Ferro, que o liga às cidades de Araraquara, Barretos e Colômbia, além de Campinas e Jundiaí, o ponto inicial da ferrovia. Por muitos anos, a Estação Ferroviária de São Carlos funcionou como parada de embarque e desembarque dos trens de passageiros de longa distância, pertencentes à antiga Paulista e posteriormente à antiga Fepasa, que atendiam aos moradores do município nos deslocamentos destes em direção a Campinas e a São Paulo como também em viagens às outras cidades interioranas situadas no norte do estado. No dia 16 de março de 2001, parou o último trem de passageiros em sua estação ferroviária (operado pela Ferroban), de onde prosseguiria viagem rumo à cidade de São José do Rio Preto. Desde então, somente há tráfego de trens cargueiros no município. Atualmente, a Estação Ferroviária de São Carlos abriga em sua parte interna um museu de esportes e o Arquivo Público Municipal.

### Desenvolvimento urbano

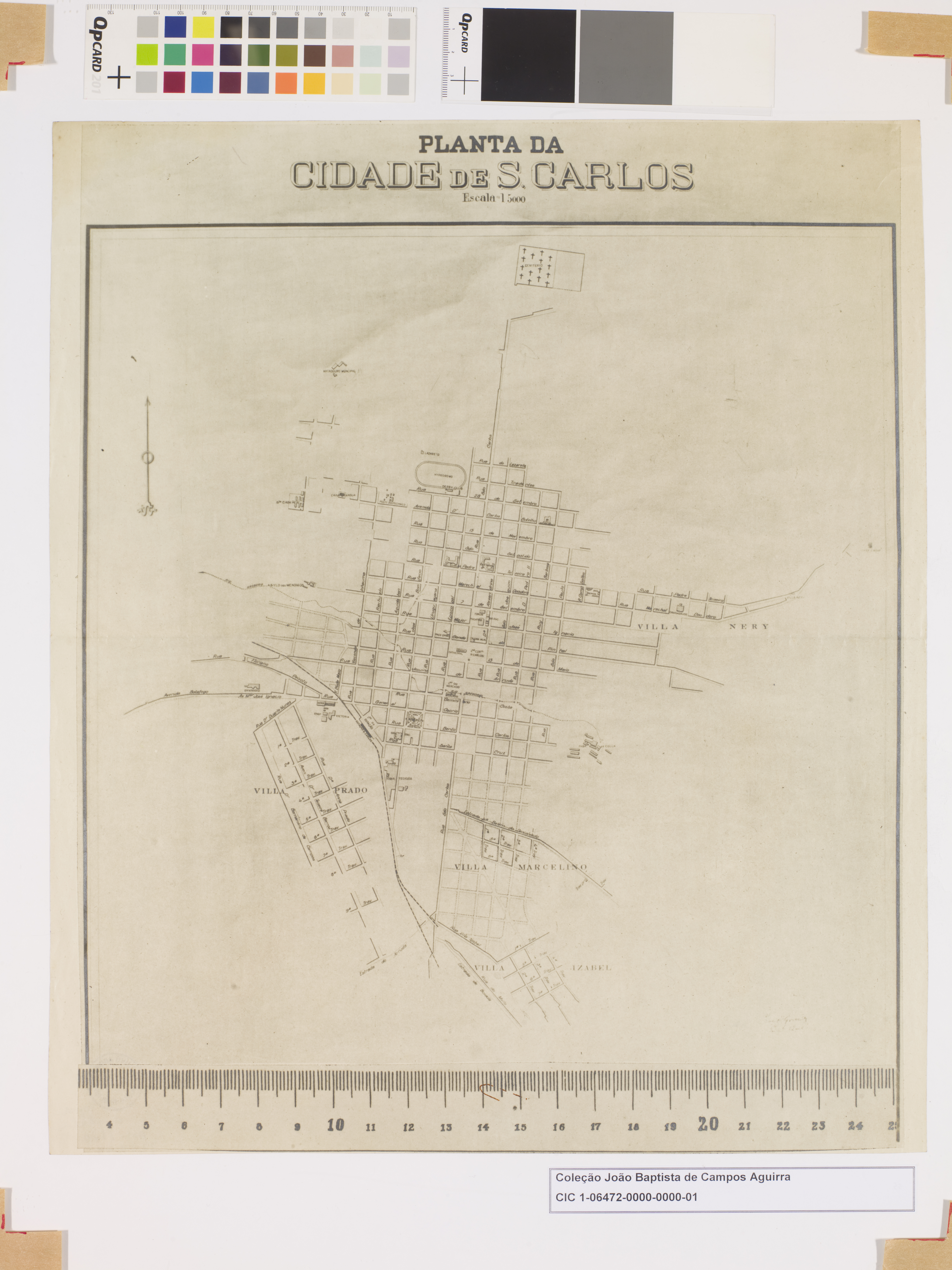
Mapa da cidade (início do século XX).

Embora a parte antiga da cidade aparente um padrão geométrico nos mapas, na realidade, a malha urbana é bastante irregular, construída ao longo de colinas que, em alguns pontos, inclinam-se em direção aos rios. No processo de expansão urbana da cidade, podem ser identificadas algumas fases relativamente bem definidas, que mostram uma oscilação entre momentos de controle e descontrole por parte da administração municipal:
- De 1857 a 1929, à época da economia cafeeira, a expansão se deu de forma concentrada e contínua, havendo controle realizado pela Câmara, com aplicação de códigos de posturas.
- De 1930 a 1959, paralelo ao surto industrial paulista dos anos 1950, houve grande crescimento da área urbana em direção à rodovia. O controle da expansão era realizado pelo poder executivo, com parâmetros urbanísticos de incentivo à expansão urbana.
- De 1960 a 1977, durante o regime militar, a expansão ocorreu de forma periférica e descontínua. O controle era realizado por meio de um conjunto de leis urbanísticas – leis de loteamentos, zoneamento e edificações. Nessa época, houve aumento do poder de ação dos loteadores.

O estabelecimento dos bairros começou a surgir com o arruamento do Centro (1857), seguido dos loteamentos da Vila Nery (1889), Vila Isabel e Vila Pureza (1891), Vila Prado (1893) e Vila Marcelino (1920), além de parcelamentos espontâneos, como o da FEPASA (anos 1880). O calçamento da cidade inicialmente foi feito com paralelepípedos (1913), que passaram a ser substituídos por asfalto mais tarde. Na área rural, com o parcelamento do solo desde os anos 1930-40, cresceu o número de pequenas propriedades, em decorrência da divisão de terras entre herdeiros das grandes fazendas, ocupando-se setores conhecidas como Babilônia, Aparecidinha, Água Vermelha, Santa Eudóxia, Varjão, e áreas remanescentes da antiga Fazenda Conde do Pinhal.[Nos anos 1970, um novo tipo de loteamento surge em São Carlos, com as chácaras de recreio.
Durante o Programa Cidades Médias (1974, do governo estadual), e o II Plano Nacional de Desenvolvimento (1975 -1979), juntamente com outras cidades do interior, São Carlos recebeu importantes recursos para infraestrutura urbana, de forma a interiorizar a indústria, além de redirecionar as migrações das grandes metrópoles. Nessa época, houve ampliação da malha viária estadual – antes, a ligação da cidade com a capital se dava apenas por meio de estradas de terra e pela ferrovia. Os investimentos foram usados também na pavimentação de ruas, construção de escolas e de núcleos habitacionais.
A recente verticalização em excesso na área central, além de sobrecarregar os serviços públicos e a infraestrutura urbana, tem contribuído para a especulação imobiliária. Por outro lado, a expansão urbana descontínua, criando grandes vazios urbanos, como ocorreu nas últimas décadas, também é inadequada urbanisticamente, contribuindo para a especulação fundiária e diminuindo o aproveitamento da infraestrutura urbana preexistente. Outro fenômeno urbano recente é o crescimento dos condomínios residenciais fechados, que têm acentuado a segregação socioespacial e a privatização do espaço público na cidade.

### Comunicações
Telefonia
Em 1889, instala-se uma empresa de telefonia chamada Companhia Telephonica Sancarlense, a qual em abril de 1928 passou para o controle da Cia. Telefônica Brasileira (CTB), que prestou seus serviços na cidade até maio de 1959, quando os primeiros telefones automáticos foram instalados pela empresa Telefônica Central Paulista (TCP). Esta empresa foi encampada em 1976 pela Telecomunicações de São Paulo (TELESP), a qual instalou e inaugurou em 17 de janeiro de 1980 uma nova central telefônica na cidade e o sistema de discagem direta à distância (DDD) com o código de área (0162). Na década de 90 o código DDD da cidade foi alterado para (016), para padronização do sistema telefônico com a telefonia celular que estava sendo implantada em todo o estado.
Imprensa
O primeiro jornal da cidade foi A Tribuna de São Carlos, de 1876. Hoje, a imprensa e os meios de comunicação da cidade são relativamente diversos, havendo vários jornais, rádios, emissoras de TV, portais, editoras, etc. Nos últimos anos, alguns deles vêm passando por um processo de regionalização, com aumento da produção local de conteúdo.

## Cultura

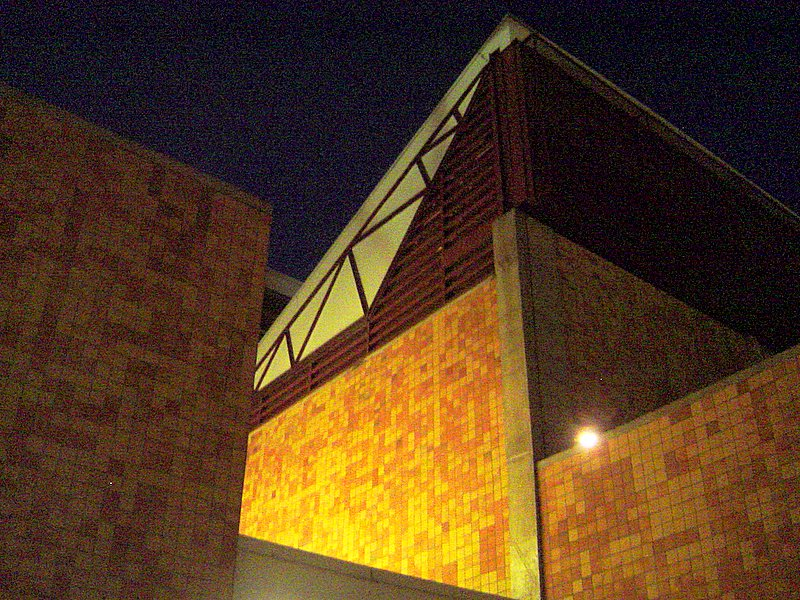
Sesc São Carlos.

A cidade conta com várias opções de cultura, entretanto, a maioria dos equipamentos públicos se encontra na região central. Com relação às políticas de fomento à cultura, as duas universidades públicas vêm desempenhando um papel importante por meio de projetos de extensão, como o festival Contato (desde 2006), e o projeto Contribuinte da Cultura (desde 1999), que organiza anualmente o festival Chorando sem Parar (desde 2004).
Nos últimos anos, entretanto, a cidade passou por alguns reveses na área, como: a descontinuidade dos Pontos de Cultura (2012–2013), fechamento do Museu TAM (2006–2014), do Espaço Cultural Acervo Antônio Ibaixe (2013–2016), da Oficina Cultural Sérgio Buarque de Holanda (1990–2017), da Pinacoteca Municipal (2012–2017, desalojada para a BPMAA), e a descontinuidade da Casa da Cultura Prof. Vicente Camargo (1982–2007, prédio que abrigava a BPMAA, remanejado para órgãos administrativos). Mas ainda assim permanecem alguns espaços, como o Centro Municipal de Cultura Afro-Brasileira "Odette dos Santos", fundado em novembro de 2006 como fruto de uma parceria entre a prefeitura da cidade e o Núcleo de Estudos Afro-Brasileiros da UFSCar.
Na área do lazer, falta, ainda hoje, uma política pública consistente, que não se limite a atividades esportivas. Na área do turismo, há potencial em campos como o do turismo histórico e rural, mas até recentemente faltavam iniciativas organizadas. Em 2017, no novo Mapa do Turismo Brasileiro, a cidade foi incluída na Região Turística Histórias e Vales, havendo a elaboração de um plano regional de turismo.

### Artes
- Teatro:

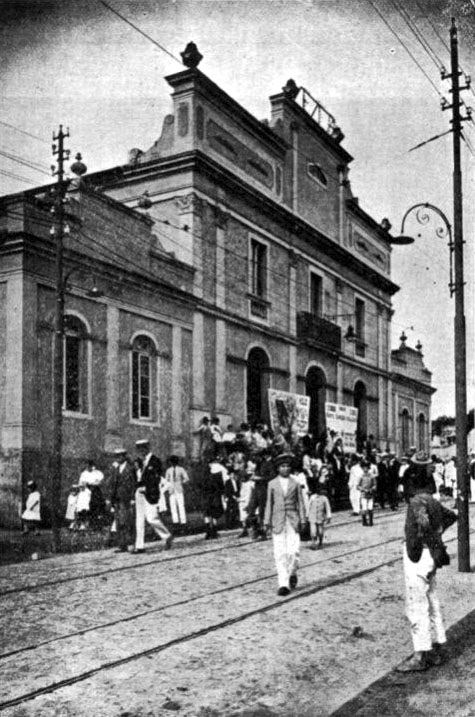
Theatro São Carlos (1884-c.1970).

  - A primeira apresentação teatral na cidade se deu em 1874, enquanto o primeiro teatro, o Ypiranga, foi construído em 1884 (depois renomeado Theatro São Carlos, demolido nos anos 1970)[283]
  - Teatro Municipal Dr. Alderico Vieira Perdigão (1969), que conta com um teatro de arena
  - Teatro do SESC (1996)
- Cinema:
  - A primeira exibição de cinema na cidade ocorreu em 1897[284]
  - Cine Iguatemi (1997, três salas)
  - Cine São Carlos (reinaugurado em 2008, duas salas)
  - Programação esporádica do SESC, Sesi, Cine UFSCar, Cineclube do CDCC/USP
  - Projeto Cinema para Todos (em todos os lugares, todos os dias da semana), projeto em parceria entre Prefeitura com Vídeo 21, CDCC, CINEUFScar e SESC.[285]
- Outros espaços culturais (exposições, música)
  - Conservatório Musical de São Carlos (1947-1991)
  - Foto-Cine Clube Sancarlense (1948-1957)
  - Íris Foto Grupo (1959-)
  - Escola Livre de Música Maestro João Seppe (2004)
  - Centro Municipal de Cultura Afro-Brasileira Odette dos Santos (2006)
  - Centro Cultural Espaço 7 (2007)[286]
  - Instituto Cultural Janela Aberta (2007)[287]

O grande ator e comediante Ronald Golias era natural do município.

### Bibliotecas

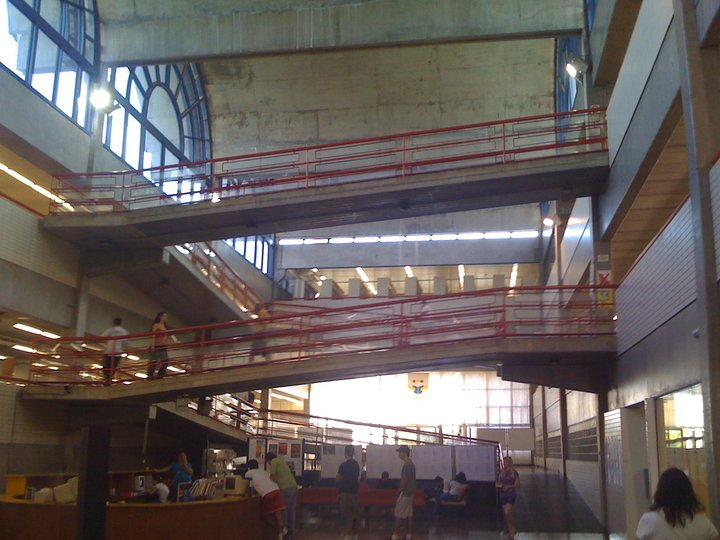
BCo da UFSCar.

O Sistema Integrado de Bibliotecas de São Carlos (SIBI São Carlos), criado pela Lei Nº 13.464 de 2 de dezembro de 2004, engloba 12 unidades de informação (dentre elas bibliotecas públicas, escolas do futuro e uma biblioteca voltada a deficientes visuais) que possuem o objetivo comum de contribuir na implantação e consolidação do Programa de Incentivo ao Livro e à Leitura, atendendo assim a população das várias regiões de São Carlos.
O SIBI São Carlos atualmente está instalado no Centro, Rua São Joaquim, 735.
São 3 as bibliotecas públicas participantes do sistema e 8 as Escolas do Futuro, além de uma biblioteca voltada a deficientes visuais:
- Biblioteca Pública Municipal Amadeu Amaral
- Biblioteca Pública Municipal Euclides da Cunha
- Biblioteca Pública Distrital de Água Vermelha
- Escola do Futuro - EMEB Dalila Galli
- Escola do Futuro - EMEB Afonso Fioca Vitalli
- Escola do Futuro - EMEB Antonio Stella Moruzzi
- Escola do Futuro - EMEB Janete Maria Martinelli Lia
- Escola do Futuro - EMEB Angelina Dagnone de Melo
- Escola do Futuro - EMEB Maria Ermantina Tarpani
- Escola do Futuro - EMEB Carmine Botta
- Escola do Futuro - EMEB Arthur Natalino Deriggi
- Espaço Braille
- Biblioteca Comunitária UFSCar - BCo

Em março de 2010, o acervo do SIBI São Carlos era composto por 143.300 exemplares, os quais podem ser emprestados a qualquer indivíduo, desde que o mesmo tenha efetuado seu cadastro no sistema. Para se cadastrar basta a apresentação de um documento com foto e de um comprovante de residência. Crianças e jovens devem se apresentar com seus responsáveis. Outro serviço oferecido é um catálogo online que indica em qual das unidades participantes o exemplar buscado poderá ser encontrado; o catálogo online do SIBI São Carlos encontra-se disponível para consulta pública.

### Museus
Museus:
- Casa Ronald Golias (2016)

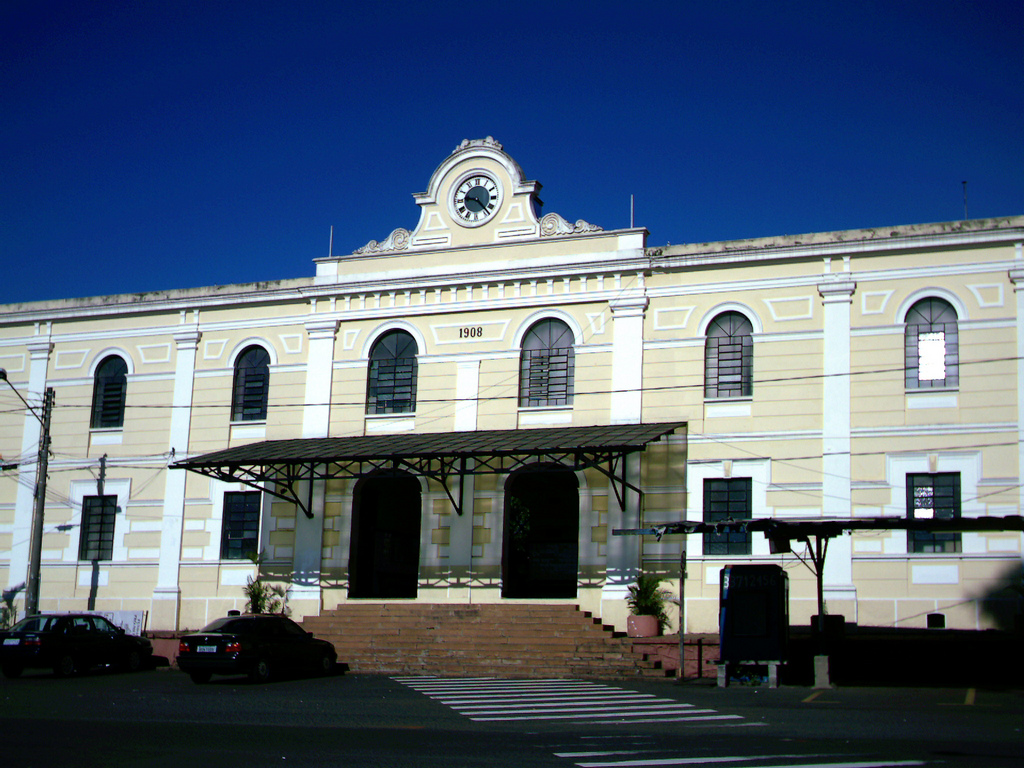
Museu Histórico e Pedagógico Cerqueira César.

- Centro de Divulgação Científica e Cultural/USP (1980)
- Museu da Ciência Professor Mario Tolentino (2012)
- Museu de Energia (anos 2000), localizado na Usina Hidrelétrica Monjolinho
- Museu Histórico e Pedagógico Cerqueira César (1957, renomeado Museu Histórico em 2012), no prédio da Estação Cultura[292]

Arquivos históricos:
- Arquivo Histórico, da Fundação Pró-Memória (1993), no prédio da Estação Cultura[58]
- Centro de Estudos da Casa do Pinhal (anos 2000)[293]
- Fundo Florestan Fernandes (1996), da BCo/UFSCar[294]
- Unidade Especial de Informação e Memória - UEIM (1998), antigo Arquivo de História Contemporânea - AHC (anos 1970), da UFSCar[295]

Arquivos de registros:
- 1.º Tabelião de Notas e Protesto de Letras e Títulos (1859)
- Oficial de Registro de Imóveis e Anexos (1883)
- 2.º Tabelião de Notas e Protesto de Letras e Títulos (1890)
- Arquivo da Mitra Diocesana de São Carlos (anos 1900)

### Bens históricos

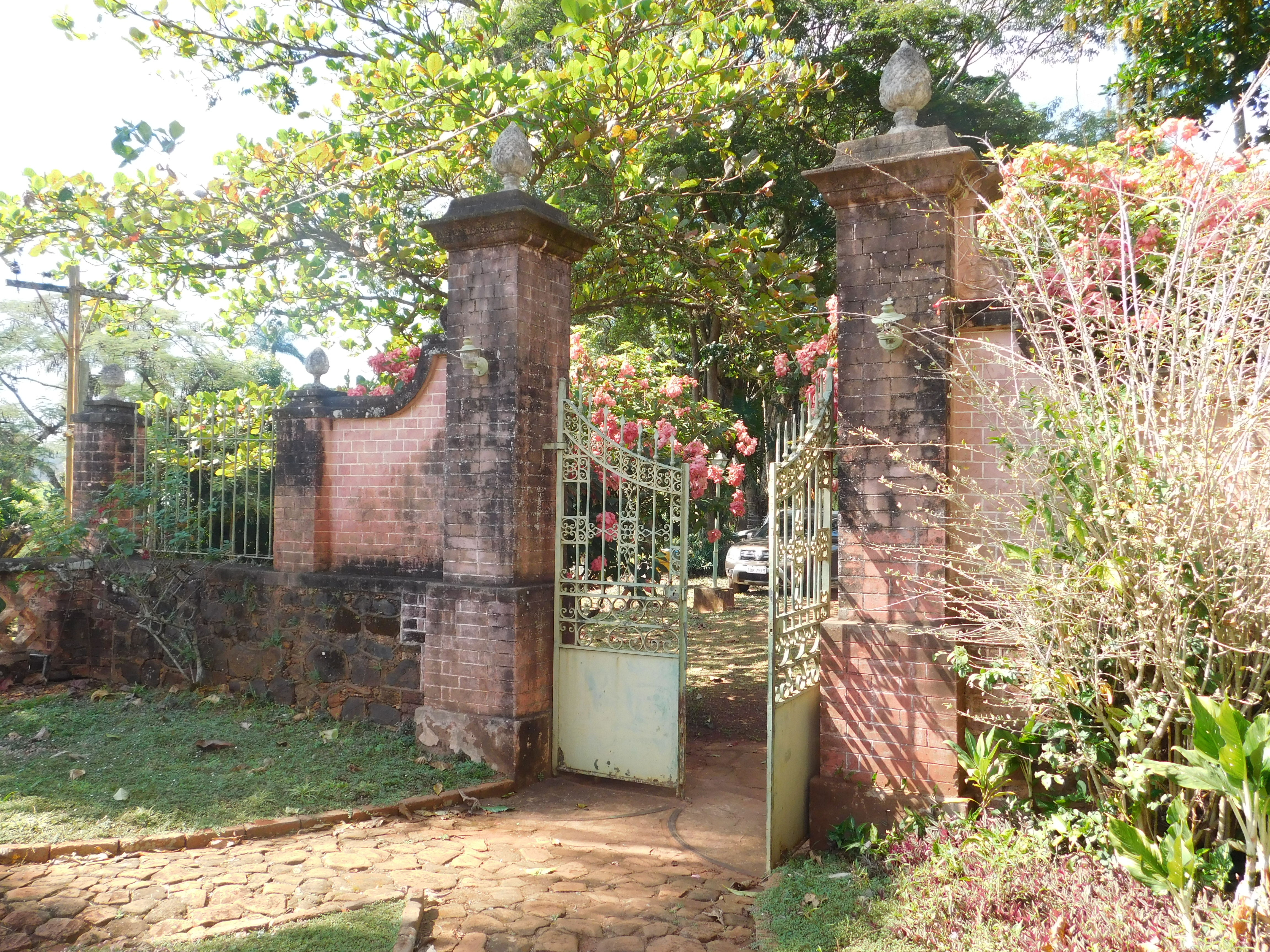
Fazenda Santa Maria do Monjolinho.

São Carlos possui quase uma dezena de edifícios tombados, além de um política municipal de proteção do patrimônio histórico, contando com cerca de 500 "imóveis declarados de interesse histórico". No tocante às fazendas históricas, podem ser listadas:
- Fazenda Pinhal - km 4,5 da (SPA-149) Rodovia Municipal Domingos Innocentini e acessar (SCA-276).
- Fazenda Iolanda (Restaurante Iolanda) - km 4,5 da (SPA-149) Rodovia Municipal Domingos Innocentini e acessar (SCA-276).
- Fazenda Paulo Botelho (Tulha Paulo Botelho) - km 6 da (SPA-149) Rodovia Municipal Domingos Innocentini com acesso à esquerda.
- Fazenda Santa Maria do Monjolinho - km 158 da (SP-215) Rodovia Luís Augusto de Oliveira.
- Fazenda Vale do Quilombo -
- Fazenda São Roberto - km 245 da (SP-318) Rodovia Engenheiro Thales de Lorena Peixoto Junior e (SCA-329) EM Abel Terrugi até Santa Eudóxia.
- Fazenda Lenda D'Água - km 11 da (SCA-334) EM da Babilônia.
- Sítio São Joaquim -
- Sítio São João - km 7,8 Rodovia Municipal Domingos Innocentini à esquerda, mais 5 km de terra. Projetos de recuperação de áreas degradadas, principalmente da micro-bacia do Ribeirão Feijão e Programa de Educação Ambiental "Amigos do Ribeirão Feijão" com trilhas ecológicas, oficinas, brincadeiras, dinâmicas, cursos, cursos de férias com acampamento e aulas práticas, para Educadores Ambientais, Produtores Rurais, Alunos e Professores de escolas estaduais, municipais e particulares de São Carlos e Região.[297]

### Atrativos naturais

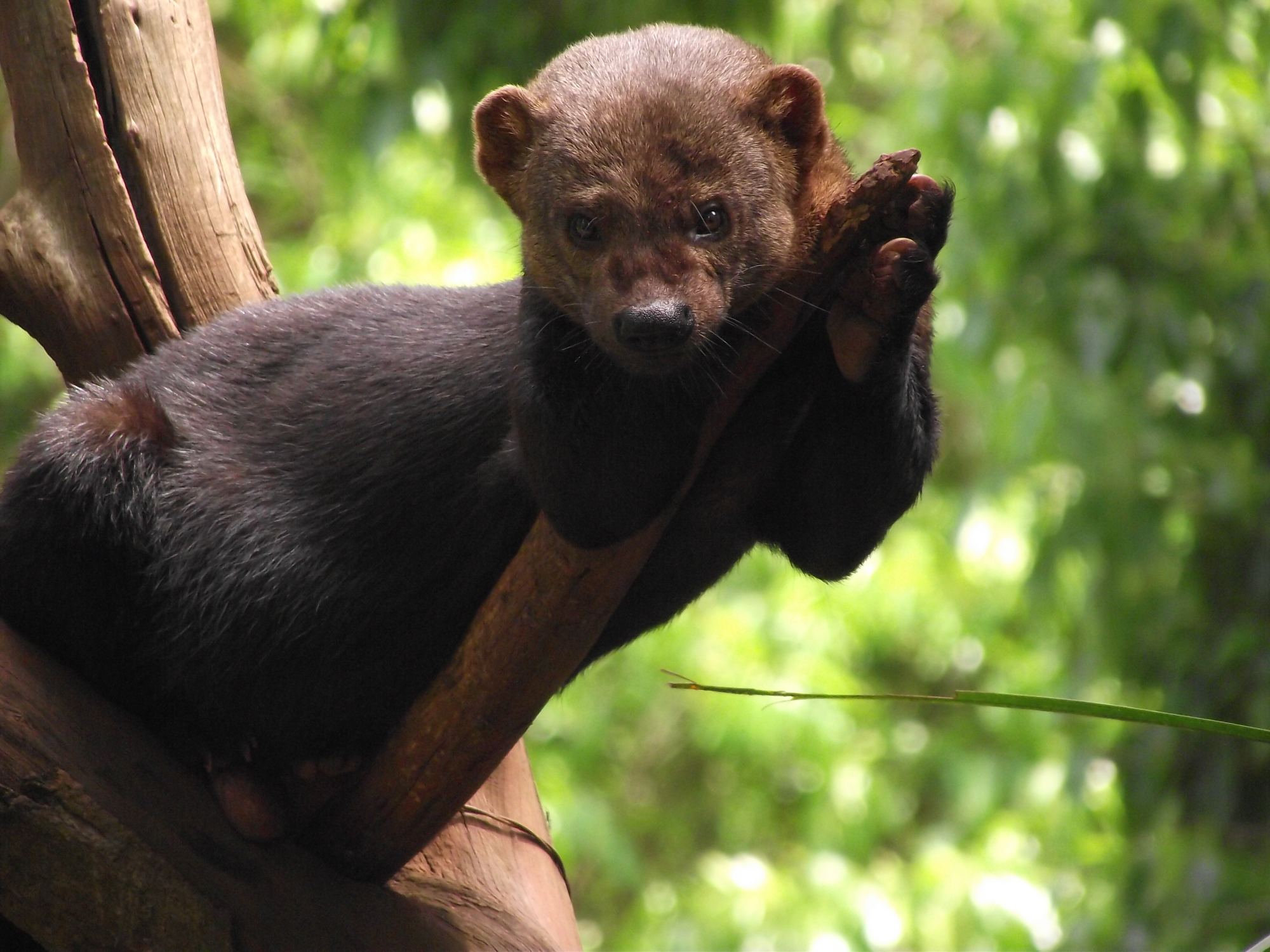
Irara no Parque Ecológico

- Horto Florestal Municipal Navarro de Andrade (1936): fundado por Edmundo Navarro de Andrade para fornecimento de madeira de eucalipto para a CPEF. Foi municipalizado em 1953 e, hoje, tem como função o fornecimento de mudas para a arborização urbana, além de possuir algumas áreas de vegetação nativa e uma trilha de 400 m.[298][299]
- Parque Ecológico de São Carlos Dr. Antônio Teixeira Viana (1976): fundado nos anos 1970, conta com zoológico, atuando na educação ambiental e preservação. No passado, abrigou a Piscina Municipal do Espraiado, foi local de captação de água, e também estande de tiro do Tiro de Guerra.[300][301][302][303]
- Pista da Saúde da UFSCar (1980): bosque com percurso de 2.000 m, sinalização de exercícios apropriados a cada 100 m.
- Bosque Santa Marta (1985): com uma trilha com percurso de 1.500 m.

### Eventos

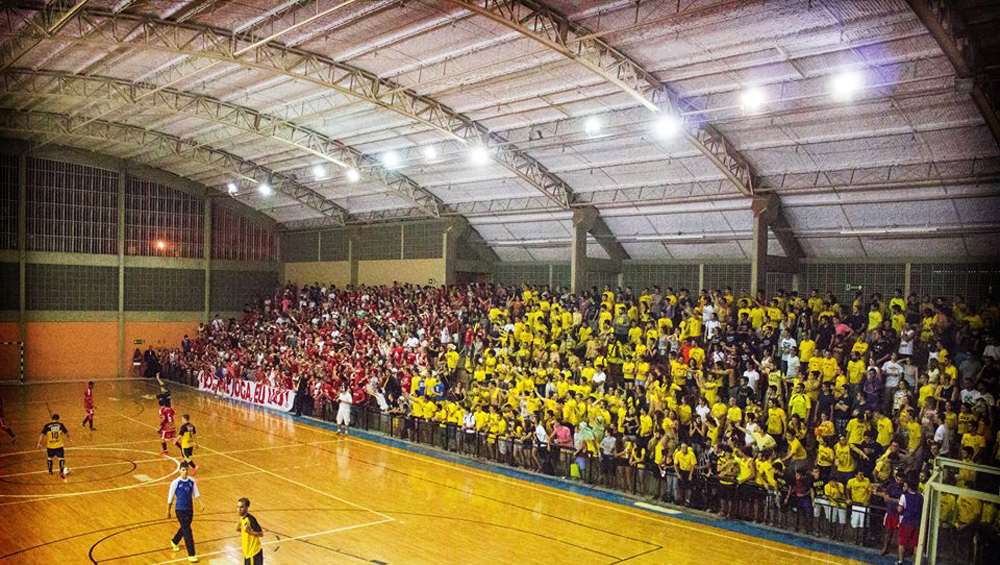
Torcidas da UFSCar e CAASO durante partida de futsal masculino na Tusquinha 2016.

Além de encontros acadêmicos regulares, nas universidades, a cidade possui um calendário de eventos anuais, incluindo, por exemplo:
- Festa do Clima (desde 1961): costuma acontecer na praça do Mercado Municipal da cidade, realizada anualmente no mês de abril, com uma tradicional exposição de orquídeas, shows, artesanato e barracas de comidas diversas.
- Taça Universitária de São Carlos – TUSCA (desde 1978): competição e festival universitários.
- Festa do Milho de Água Vermelha (desde 2002): evento gastronômico, realizada anualmente no distrito de Água Vermelha.[305]
- Festival Chorando Sem Parar (desde 2004): festival de chorinho.[306]
- Festival Contato (desde 2006): evento multimídia.[307]
- Matsuri (desde 2007): festa tradicional da cultura japonesa.[308]
- Festival Rock na Estação (desde 2007): cultura rock and roll da cidade e região.[309]

### Esportes
O associativismo em São Carlos tem início no final do século XIX, com lojas maçônicas (1874), associações de cunho étnico-racial (1896), clubes recreativos (1903), associações profissionais e sindicatos (1904) e associações patronais (1931).
Os esportes na cidade ocorrem desde, pelo menos, o início do século, quando eram comuns o turfe em hipódromos, além do futebol. Em 1929, realizou-se um concurso de pesca, reputado como o primeiro do Brasil. A seguir, as principais equipes esportivas profissionais da cidade, que atuam em seis modalidades esportivas:
| Clube                                                                              | Esporte                  | Liga                                                                               | Estádio / Ginásio                                            | Fundação  | Títulos |
| ---------------------------------------------------------------------------------- | ------------------------ | ---------------------------------------------------------------------------------- | ------------------------------------------------------------ | --------- | --- |
| Rugby São Carlos                                                                   | Rugby                    | Confederação Brasileira de Rugby                                                   | Estádio da USP e Campo de Água Vermelha                      | 2000      | Campeão Paulista do Interior (2006), Medalha de Ouro nos Jogos Abertos (2011 e 2018), Campeão Paulista de Acesso (2014), Campeão Paulista B (2016), Medalha de Ouro nos Jogos Regionais (2018) |
| São Carlos Bulldogs                                                                | Futebol Americano (FLAG) | Liga Paulista de Futebol Americano                                                 | Estádio da USP                                               | 2013      | Campeão Invicto 2014 LUFA |
| São Carlos Futebol Clube Grêmio Desportivo São-Carlense                            | Futebol                  | Campeonato Paulista de Futebol - Série B Campeonato Paulista de Futebol - Série A4 | Estádio Luís Augusto de Oliveira                             | 2004 2016 | campeão 2005 e 2015 Série B N/A |
| Interativo / Iate Clube de São Carlos Associação de Handebol Brasileira São Carlos | Handebol                 | Campeonato Paulista                                                                | Ginásio João Marigo Sobrinho e Ginásio Hugo Dornfeld (Zuzão) | 2005 2002 | campeão 2006 Copa Ouro |
| Associação Pro-Basquetebol de São Carlos                                           | Basquete                 | Campeonato Paulista                                                                | Ginásio Clube dos Bancários e Ginásio João Marigo Sobrinho   | 1998 1991 | campeão 2008 Cadete regional campeão 2009 Sub21 regional campeão 2010 Adulto regional |
| Basquete Lance Livre São Carlos                                                    | Basquete                 | Campeonato Regional                                                                | Ginásio João Marigo Sobrinho Ginásio da Santa Felícia        | 2008      | campeão 2009 Infanto-Juvenil |
| Handebol em Cadeira de Rodas - HCR UFSCar                                          | Handebol                 | Campeonato Paulista de Handebol em Cadeira de Rodas                                | Ginásio Poliesportivo da UFSCar                              | 2008      | Bicampeão Paulista 2009 e 2012 |
| BEST sports Tiro com Arco São Carlos                                               | Tiro com Arco            | Campeonato Paulista Campeonato Brasileiro Campeonato Panamericano                  | Estande Indoor BEST sports                                   | 2012      | Campeão Paulista 2014, 2016 e 2017 Campeão Brasileiro 2017 |
| ADC Intelli                                                                        | Futsal                   | Campeonato Paulista Campeonato Brasileiro                                          | Ginásio Milton Olaio Filho                                   | 1977      | Taça EPTV de Futsal 1987, 2001, 2003, 2004, 2009, 2010 e 2011 Campeonato Paulista do Interior 1987, 2001, 2003, 2004, 2009, 2010 e 2011 Liga Paulista de Futsal 2003, 2010 e 2011 Liga Sudeste de Futsal 2005 Superliga de Futsal 2013 e 2015 Liga Brasileira de Futsal 2012 e 2013 Copa Libertadores de Futsal 2013 Futsal Awards 2013 |